# PCC-trams in Den Haag
| Haagse PCC-trams     | Haagse PCC-trams                               | Haagse PCC-trams                               | Haagse PCC-trams                               | Haagse PCC-trams                               | Haagse PCC-trams                               | Haagse PCC-trams                               |                                                |
| -------------------- | ---------------------------------------------- | ---------------------------------------------- | ---------------------------------------------- | ---------------------------------------------- | ---------------------------------------------- | ---------------------------------------------- | ---------------------------------------------- |
| Nummering            | 1001-1002                                      | 1003-1024                                      | 1101-1200                                      | 1201-1240                                      | 1301-1340                                      | 2101-2130                                      |                                                |
| Aantal               | 2                                              | 22                                             | 100                                            | 40                                             | 40                                             | 30                                             |                                                |
| Fabrikant            | La Brugeoise et Nivelles (BN), Brugge (België) | La Brugeoise et Nivelles (BN), Brugge (België) | La Brugeoise et Nivelles (BN), Brugge (België) | La Brugeoise et Nivelles (BN), Brugge (België) | La Brugeoise et Nivelles (BN), Brugge (België) | La Brugeoise et Nivelles (BN), Brugge (België) | La Brugeoise et Nivelles (BN), Brugge (België) |
| Indienststelling     | 1949/1950                                      | 1952                                           | 1957/1958                                      | 1963                                           | 1971-1974                                      | 1974/1975                                      |                                                |
| Aantal zitplaatsen   | 39 (later 36)                                  | 40                                             | 36                                             | 36                                             | 36                                             | 40                                             |                                                |
| Aantal staanplaatsen | 52 (later 57)                                  | 52                                             | 57                                             | 65                                             | 65                                             | 70                                             |                                                |
| Lengte               | 13432 mm                                       | 13432 mm                                       | 13432 mm                                       | 13432 mm                                       | 13432 mm                                       | 13432 mm                                       |                                                |
| Breedte              | 2200 mm                                        | 2200 mm                                        | 2200 mm                                        | 2200 mm                                        | 2200 mm                                        | 2200 mm                                        |                                                |
| Hoogte               | 3121 mm                                        | 3121 mm                                        | 3121 mm                                        | 3121 mm                                        | 3121 mm                                        | 3121 mm                                        |                                                |

In 1949 werd aan de Haagse tram (HTM) de eerste trammotorwagen afgeleverd van het type 'PCC-car afgeleverd. De aanduiding "PCC" staat voor (Electric Railway) Presidents' Conference Committee, de Amerikaanse vereniging van tramdirecteuren die dit tramtype in de jaren dertig had laten ontwerpen. Tot en met 1975 werden in Den Haag 234 trams van het type PCC in dienst gesteld. In 1993 gingen de laatste exemplaren buiten dienst. In en buiten Den Haag zijn diverse Haagse PCC-cars als museumtram bewaard gebleven.

## Voorafgaand aan de komst van de PCC

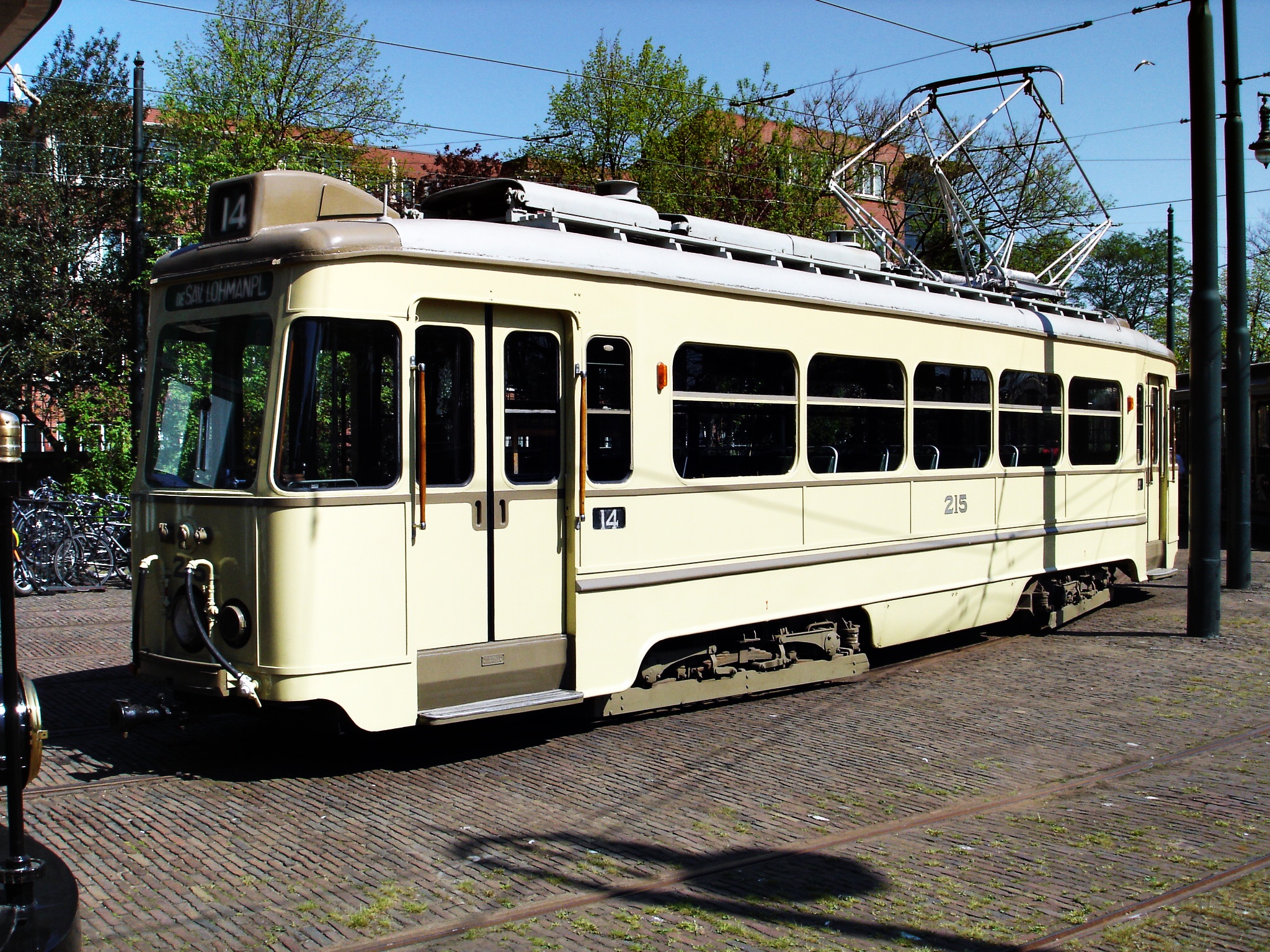
Haagse vierasser 215 (serie 201-216) in het HOVM.

Net als vele andere trambedrijven heeft de HTM in de Tweede Wereldoorlog veel te lijden gehad. Door overbelasting en gebrekkig onderhoud was de toestand sterk verslechterd. Een deel van het trammaterieel werd door de Duitse bezetters gevorderd of raakte onbruikbaar. Na de bevrijding werd veel gevorderd materieel teruggevonden en gerepatrieerd, maar een aantal trams moest door onherstelbare schade of vermissing afgeschreven worden.
De HTM plaatste, om afgeschreven materieel te vervangen, bij Werkspoor in Utrecht een bestelling van 16 nieuwe vierassige trammotorwagens (201-216). Deze traditioneel ingedeelde tweerichtingsvoertuigen werden in 1948-'49 in dienst gesteld. De Haagse vierassers kregen bij de technici de bijnaam 'Zwitsers', vanwege de uit dat land afkomstige elektro-pneumatische Oerlikon-installatie. De HTM zag af van het plan meer wagens van dit type te bestellen, omdat zij trams met een PCC-installatie wilde beproeven. Oorspronkelijk wilde men hiervoor één of twee exemplaren van de serie 201-216 gebruiken, maar het bleek praktischer om in Den Haag het Amerikaanse PCC-'totaalconcept' te introduceren.

## De serie 1001-1002

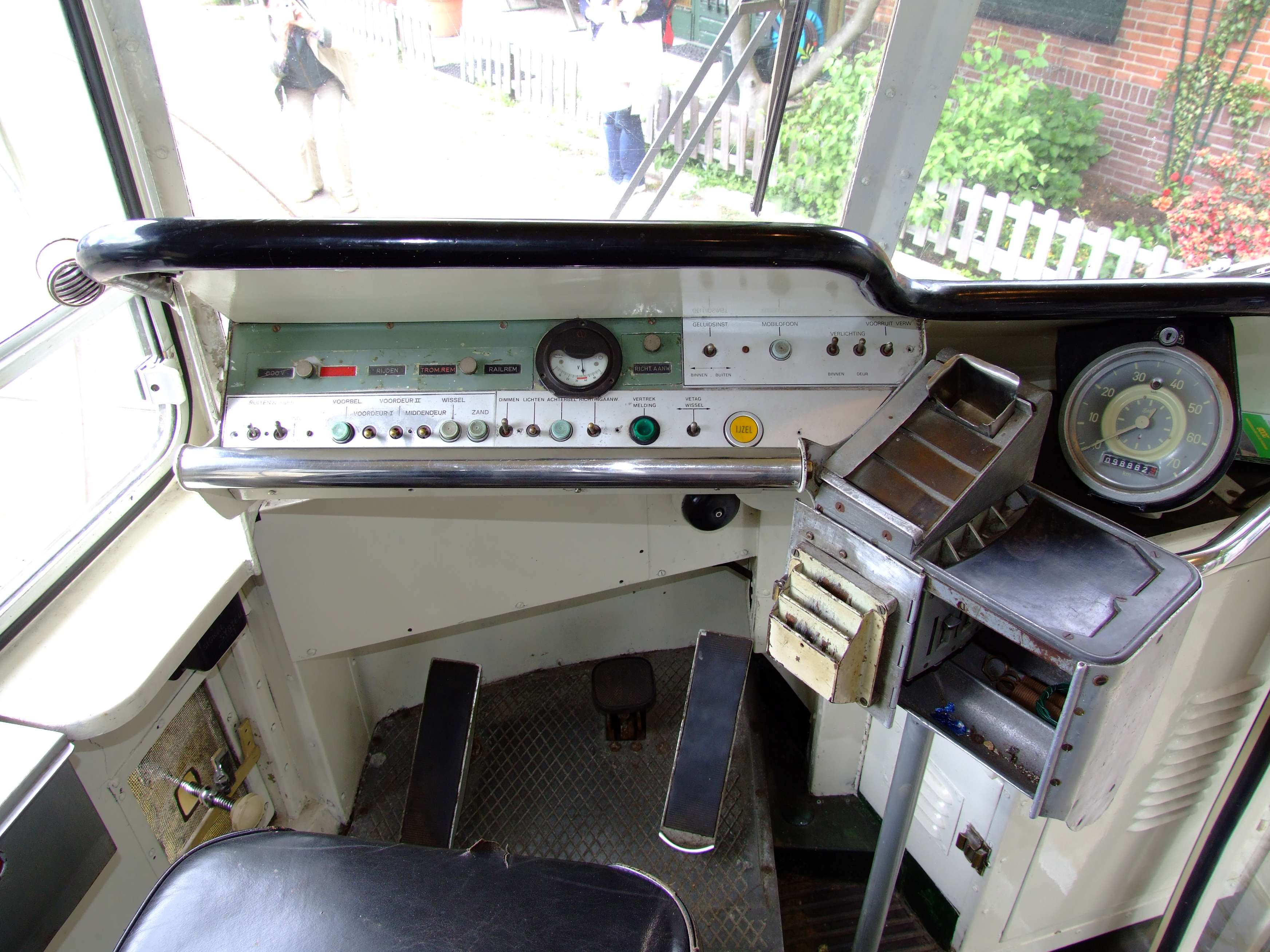
Stuurstand van een Haagse PCC-tram van de serie 1000. Goed zichtbaar zijn de pedalen waarmee de snelheid wordt geregeld.

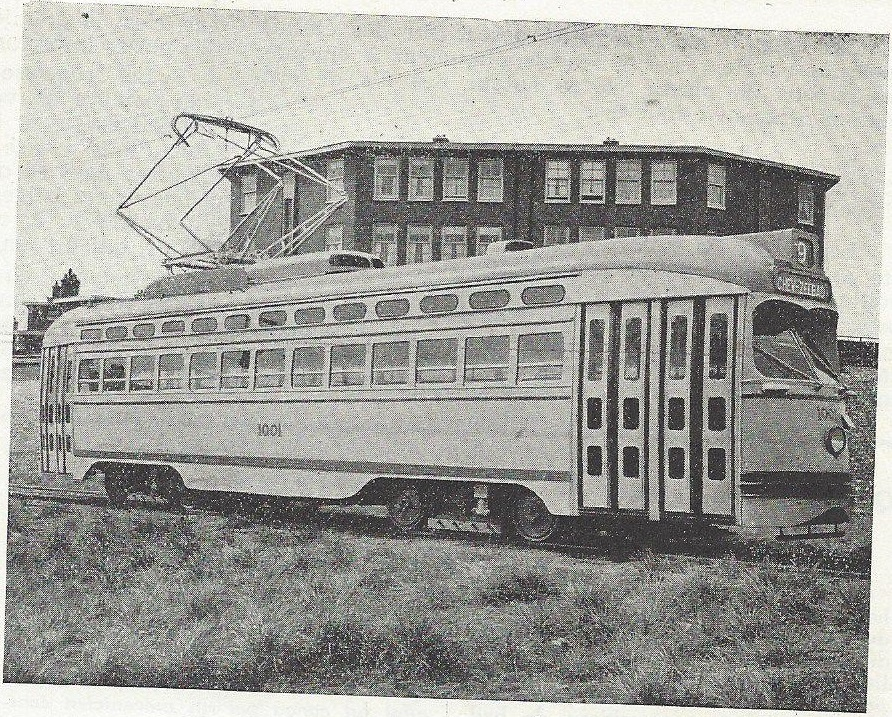
Tram 1001 rond 1950.

In juli 1949 werd de eerste PCC 199 in Den Haag afgeleverd. Deze PCC-tram was door constructiebedrijf La Brugeoise et Nicaise & Delcuve (BND), het latere La Brugeoise et Nivelles (BN) in Brugge gebouwd. De 199 werd al spoedig vernummerd in 1001. In december 1949 werd de tweede PCC 1002 afgeleverd; deze kwam in januari 1950 in dienst. Beide trams waren geassembleerd uit bouwpakketten die in de Verenigde Staten waren geproduceerd en identiek waren aan een serie PCC's voor Detroit (Michigan). Ze behoorden tot het model Postwar PCC 1945 van de Saint Louis Car Company met een elektrische installatie van Westinghouse naar het voorbeeld van wagen 1600 voor Pittsburgh. Ze werden door BND aangepast aan de eisen die de HTM stelde. Zo werden de wagenbakken smaller en korter gemaakt. Beide wagens waren - evenals alle volgende Haagse PCC's - eenrichtingsvoertuigen en konden alleen ingezet worden op lijnen die bij de eindpunten van een keerlus of keerdriehoek waren voorzien.
Opvallend aan de Postwar PCC 1945 en dus ook aan de 1001 en 1002 waren de vele kleine zijruitjes met daarboven kleine raampjes voor de staande passagiers (standee windows). Hierdoor kwamen deze Haagse PCC's 'Amerikaans' over. Verder bezaten ze instapdeuren achteraan en uitstapdeuren vooraan, terwijl middendeuren ontbraken. Achter in de trams was een plaats gereserveerd voor een zittende conducteur. Later verdween deze conducteurszitplaats, omdat de HTM overging op het eenmanwagen-principe. Daarbij werd de in- en uitstaprichting omgedraaid. De 1001 en 1002 hadden soepel geveerde draaistellen van het type 'B3'. Omdat het deinende rijgedrag problemen gaf bij reizigers, werden ze na enkele jaren wat stugger afgeveerd. Nieuw waren de magneetremmen die op de draaistellen tussen de wielen waren gemonteerd. Die stonden garant voor een adequate noodstop en voorkwamen bij stilstand het wegglijden vanaf een helling.
Begin jaren 70 waren de 1001 en 1002 door de afwijkende deurindeling zorgenkindjes geworden. Het ontbreken van een middenuitstap bemoeilijkte de doorstroming van reizigers. Ze werden dan ook nog sporadisch ingezet, maar konden nog niet gemist worden. In 1974-'75 werden zij door de HTM zelf grondig gerenoveerd. Uiterlijk werden zij door het aanbrengen van grote ramen en middendeuren gelijk gemaakt aan de nieuwe 1300-serie, maar ze behielden hun smallere wagenbak, zoals de 1100-serie. Door het aanbrengen van Scharfenbergkoppelingen en stuurstroomverbindingen konden ze voortaan ook in treinschakeling rijden, met elkaar of met een 1100 of 1300 (in dat laatste geval alleen als tweede wagen).
Op 14 september 1989 werden beide PCC's verhuurd aan het GVB Amsterdam en gebruikt om trambestuurders vertrouwd te maken met pedaalbediening, ten behoeve van de nieuwe series Amsterdamse gelede wagens 11G en 12G en kregen net als de Amsterdamse trams een tweepotige schaarbeugel met dubbel sleepstuk. Op 12 april 1990 keerden deze PCC-trams terug naar Den Haag. De 1002 werd in 1992 na een aanrijding met een GTL8 buiten dienst gesteld. De 1001, die kort daarna buiten dienst ging, nam in 1993 nog deel aan de festiviteiten bij het afscheid van de Haagse PCC. De kop van deze tram werd van het casco gescheiden om voor het nageslacht bewaard te blijven. De rest werd gesloopt. Na restauratie zal de kop te zien zijn in het Haags Openbaar Vervoer Museum.

## De serie 1003-1024

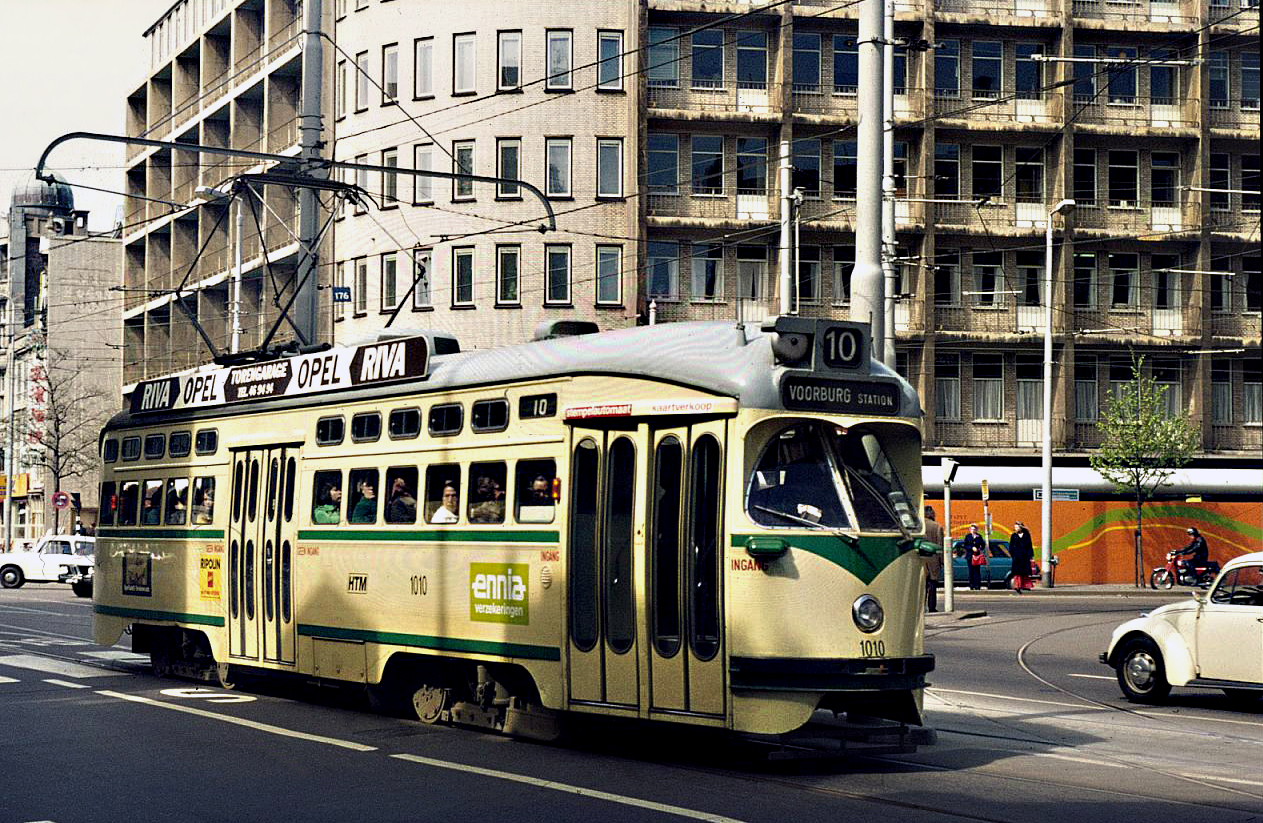
PCC-tram 1010 van lijn 10 op het Spui; ongeveer 1975.

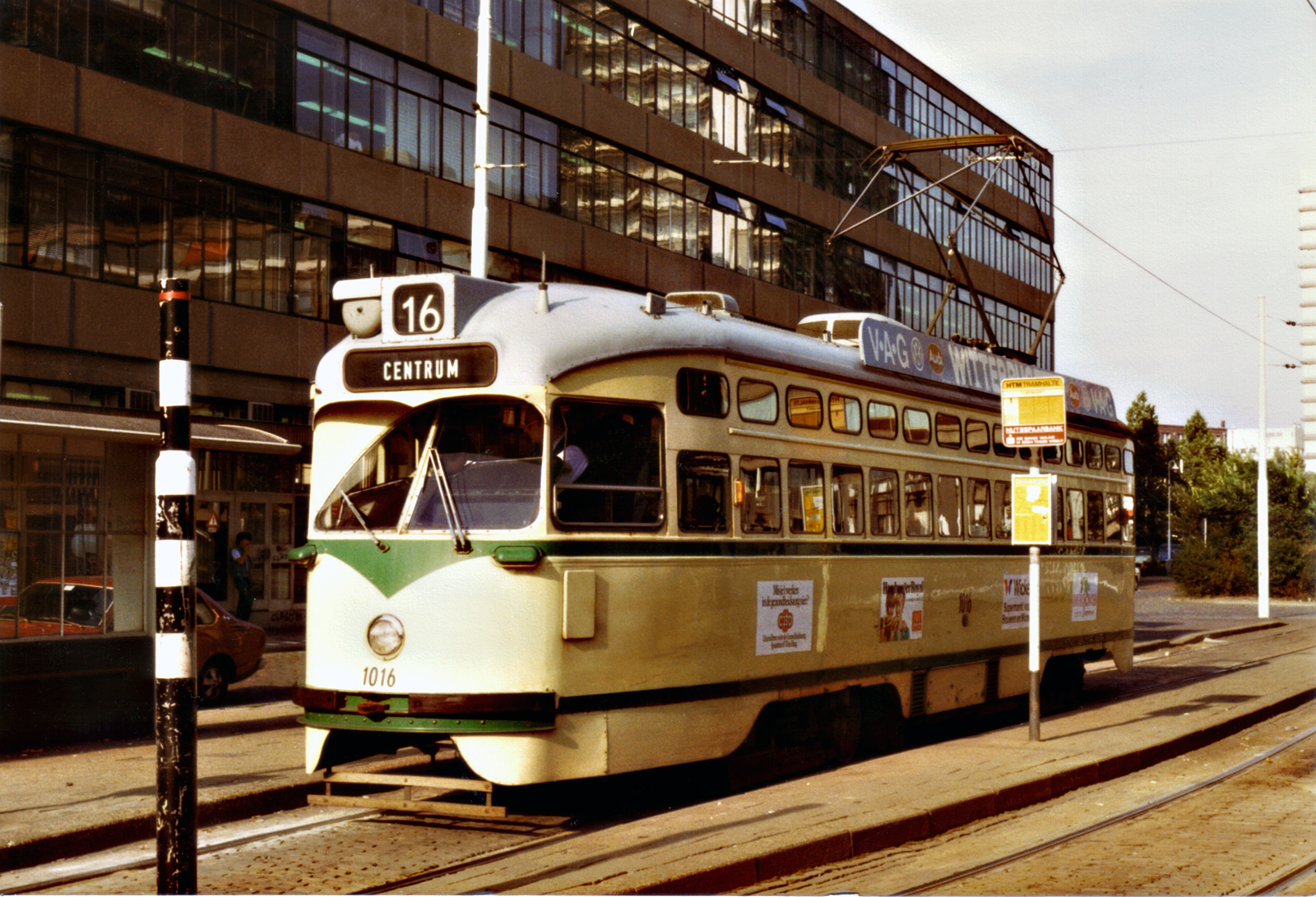
PCC-tram 1016 van lijn 16 op de Turfmarkt; ongeveer 1981.

In 1952 werd een tweede serie PCC's aan de HTM afgeleverd. Ook deze werden door La Brugeoise gebouwd. De elektrische installatie kwam van ACEC in Charleroi, licentiehouder van Westinghouse. Ook de 1003-1024 waren voorzien van standee windows, maar zij hadden een voorinstap en een middenuitstap, waardoor ze meer overeenkwamen met het Amerikaanse standaardtype PCC-tram dan de 1001 en 1002. Verder waren de 1003-1024 iets korter dan de 1001-1002 door het ontbreken van de dubbele achterdeuren. Met deze deur-indeling waren ze geschikt voor eenmansbediening, een nieuwigheid op dit continent. Ook deze PCC's waren soepel geveerd. Door de zachte deining van de 'B3'-draaistellen werkten zij misselijkheid in de hand. Om dit tegen te gaan werden de draaistellen later wat stugger afgeveerd door de plaatsing van diagonale veren.
Begin jaren 60 verloren de 1003-1024, net als de 1001 en 1002, de groene strepen op de voor- en achterkant waarop reizigers konden zien dat zij met eenmanwagens te maken hadden. De 1003-1024 kregen rond 1970 op het front een "groene V" zoals bij de 1100'en en 1200'en.
In de periode 1969-1972 werd de serie 1003-1024 gerenoveerd. De standee windows werden vergroot en aan de deurzijde van schuifruitjes voorzien. De nu overbodig geworden rammelende raammechanieken konden hierdoor verdwijnen. Het raam naast de bestuurderscabine werd veranderd en deze PCC-trams kregen aan de achterzijde nieuwe rem- en sluitlichten.
Op 30 september 1981 reden de resterende wagens voor het laatst op lijn 16 en werden buiten dienst gesteld, dit omdat men het inbouwen van een nieuwe stempelautomaat voor de op 1 oktober 1981 ook in Den Haag in te voeren strippenkaart niet meer verantwoord vond voor de korte tijd dat de wagens nog in dienst zouden zijn. De eerste PCC die gesloopt werd was de 1012. De 1003-1024 werden vervangen door de eerste GTL8-rijtuigen uit de 3000-serie.

## De serie 1101-1200

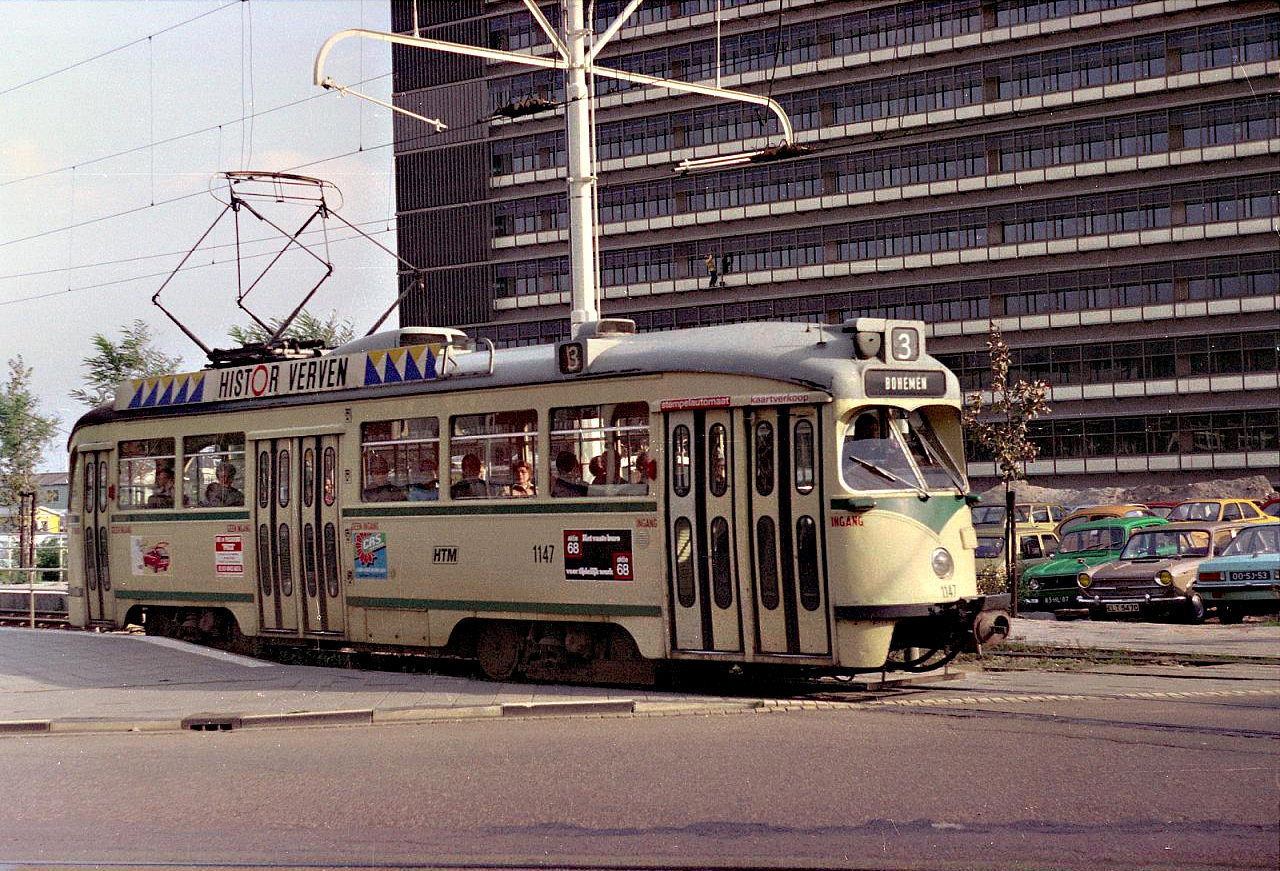
Haagse PCC-tram van de serie 1100, gebouwd in 1957; omstreeks 1977.

Ter vervanging van een groot deel van het vooroorlogse trammaterieel werd in 1957-'58 een grote serie nieuwe PCC-rijtuigen afgeleverd. Ook deze kwamen van La Brugeoise en ACEC, net als de latere series 1200, 1300 en 2100. De PCC-trams hadden de nummers 1101-1200 en hadden een Europeser uiterlijk dan de 1001-1002 en 1003-1024 dankzij de grote zijruiten. Verder hadden ze een dubbele voorinstap, een dubbele middenuitstap en een enkelvoudige achteruitstap om de doorstroming van reizigers te bevorderen. Nieuw was dat de 1100'en automatische Scharfenbergkoppelingen bezaten. Hierdoor werd de mogelijkheid gecreëerd om in treinschakeling met maximaal drie gekoppelde PCC's te rijden. In de praktijk kwam dit echter nooit voor: twee gekoppelde PCC-trams was het maximum.
De draaistellen van de 1101-1196 behoorden tot een nieuw type dat de Belgische constructeur BN had ontwikkeld op basis van het door veel Amerikaanse trambedrijven gebruikte 'B2'-draaistel, maar met een aantal kenmerken die aan de 'B3' waren ontleend. Al gauw na de indienststelling van de eerste 1100'en werden er haarscheurtjes in de draaistellen geconstateerd. Hierdoor werd er een afnamestop ingesteld. De 1170 was de laatste 1100 die in 1957 in dienst werd gesteld. Na aanpak van de problemen, waarbij alle draaistellen moesten worden vervangen, werden in 1958 de nog resterende 1100'en afgeleverd en in dienst gesteld.
De 1197-1200 hadden geen normale PCC-trucks, maar Düwag-draaistellen met één AEG-motor per draaistel, die beide assen aandreef. Hierdoor stonden ze ook wat "hoger op hun poten". Het koppelen met een 1100 met normale PCC-draaistellen gaf hierdoor in de praktijk nog weleens problemen, ook al waren de elektrische installaties verder identiek met die van de 1101-1196.
De 1192 kreeg in de jaren 60 aan de instapzijde een rechtopstaande filmkast. De reden hiervoor was om het lijnnummer beter zichtbaar te laten zijn voor de reizigers. De rechtopstaande filmkast leek erg op een periscoop, zodat de 1192 onder hobbyisten al gauw de bijnaam Duikboot kreeg. In de jaren zeventig werd deze aanpassing weer ongedaan gemaakt.
In de jaren 1974-'80 werd de 1100-serie gerenoveerd. De 1100'en werden OV-geel en geschikt gemaakt voor zelfbediening. Reizigers konden in het vervolg zelf de deuren openen en sluiten. Verder werd de ruit naast de bestuurderscabine vergroot en kregen de PCC-trams nieuwe rem- en sluitlichten. Dertig 1100'en werden door de HTM zelf gerenoveerd. De overige zeventig werden bij de NS-hoofdwerkplaats in Tilburg gerenoveerd. Een keer liep het transport van Tilburg naar Den Haag mis. De gerenoveerde 1173 belandde bij Woerden in een sloot en ging retour naar Tilburg voor herstel.
Tijdens de renovatie van de 1100-serie kregen de 1197-1200 normale PCC-draaistellen, waartoe zij een ingrijpende chassisverbouwing moesten ondergaan. De Düwag-draaistellen van deze trams werden verkocht aan de Rheinbahn in Düsseldorf.
Nadat eerder sprake was van de verhuur van een aantal 1200'en aan Rotterdam werden in 1982 de 1182 en 1185 verhuurd aan de Rotterdamse tram, die overwoog een aantal van deze trams over te nemen. De RET had in die tijd een tekort aan trams. Ze maakten een proefrit in de normale dienst op lijn 2/12 in Rotterdam-Zuid. Uiteindelijk gingen de plannen niet door en keerden de wagens terug naar de Residentie.
Als gevolg van de instroom van de GTL's 3066-3100 werden in 1983 en 1984 30 1100'en buiten dienst gesteld nadat het eerdere plan om de nog geen 10 jaar oude 2100'en af te voeren niet doorging. De 1189 ging in 1982 al buiten dienst. In de jaren 1985 tot en met 1989 werden er nog 13 exemplaren buiten dienst gesteld en afgevoerd waarna er tot 1992 nog 57 exemplaren beschikbaar waren. In de loop van 1992 begon met het oog op de instroom van de nieuwe gelede wagens de buitendienststelling en afvoer van de overige wagens, maar het zou tot 1 juli 1993 duren voordat de laatste 1100'en buiten dienst gesteld werden.

## De serie 1201-1240

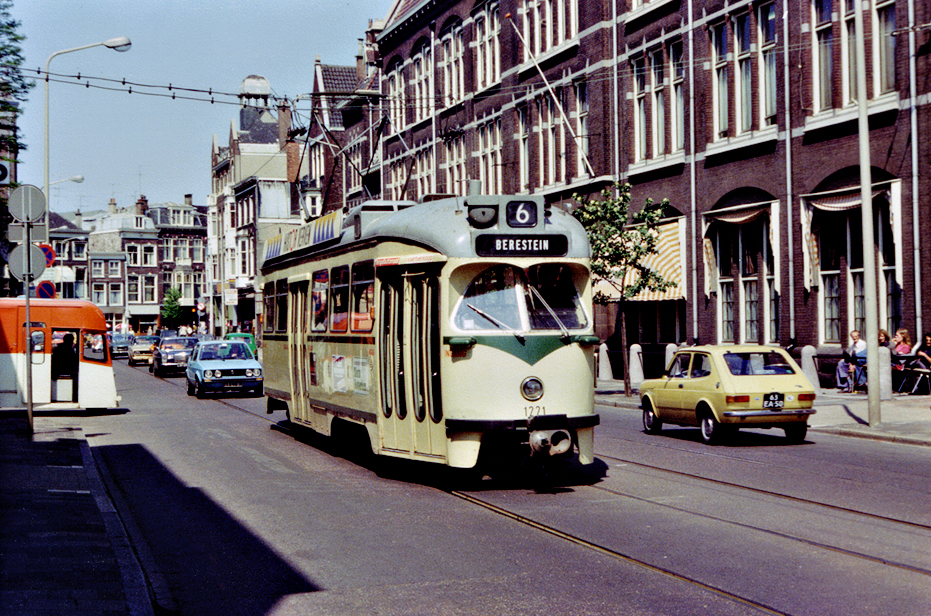
PCC-tram 1221 van lijn 6 op de Fluwelen Burgwal; circa 1973.

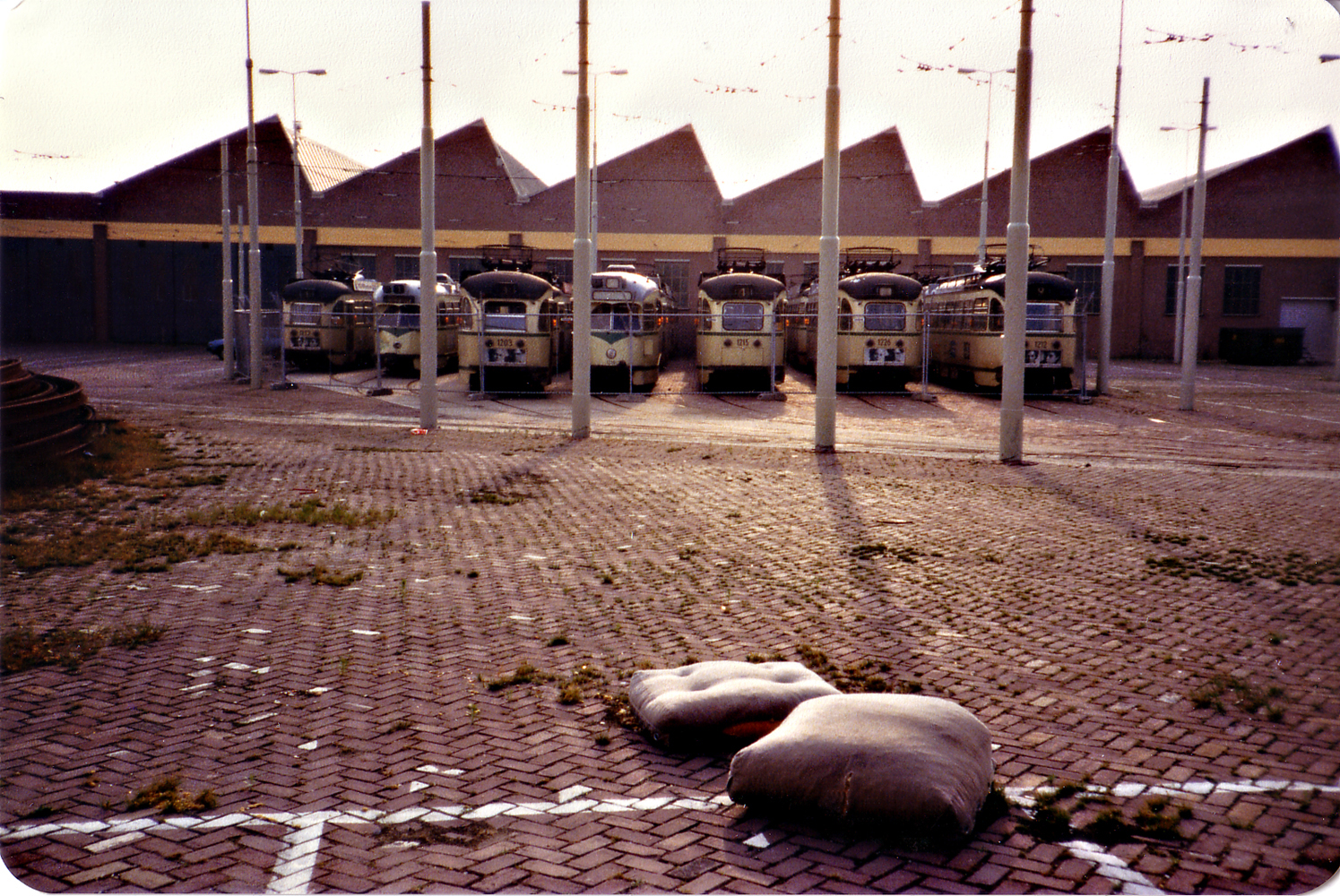
Trams uit de 1200-serie staan achter remise Scheveningen te wachten op sloop.

In 1963 werd wederom een nieuwe PCC-serie in dienst gesteld. De nieuwe PCC-trams hadden de nummers 1201-1240. Ze leken veel op de 1100'en, behoudens het feit dat ze wat breder waren en ramen hadden die in rubber gevat waren. Verder hadden de 1200'en TL-verlichting in het interieur. Voor de draaistellen werd teruggegrepen op een verbeterde versie van het 'B3'-type van de serie 1000.
Vanaf begin 1965 werden de 1200'en ingezet op de lijnen 37 (later lijn 1) van Den Haag naar Delft en 36 naar Voorburg Station. Ze vervingen hiermee de "Buitenlijners" (zie Gele Tram) uit de jaren 20. Speciaal voor de Delftse lijn kregen de 1201-1225 eind 1965 een elektrische claxon. Deze was weliswaar niet verplicht voor de diensten op interlokale tramlijnen, maar wel wenselijk in verband met een aantal gevaarlijke uitritten langs de Delftweg in de gemeente Rijswijk.
De 1200-serie was aan het begin van de jaren 80 aan renovatie toe, maar de kosten waren vrij hoog. De HTM besloot de 1200-serie voortijdig af te voeren. Enkele tientallen wagens stonden eerst nog maandenlang op het achterterrein van remise Scheveningen opgesteld. Onderdelen van deze PCC-trams, zoals draaistellen en motoren, werden nog gewisseld met draaistellen en motoren van de 1300'en en 2100'en, want die laatste draaistellen en motoren van de 1300'en en 2100'en zouden worden gebruikt voor de bouw van de GTL's uit de 3000-serie.
De 1200'en werden in 1982 buiten dienst gesteld en al spoedig voor sloop afgevoerd. De 1217 verhuisde als oefenobject naar de brandweerkazerne aan de Wilhelmina van Pruisenweg. Pas in 1992 werd deze PCC voor sloop afgevoerd. Onderdelen van de 1217 zijn hergebruikt bij het opknappen van museum-PCC 1210. De draaistellen en motoren die oorspronkelijk afkomstig waren van de 1200'en - en later onder een aantal 1300'en en 2100'en terechtkwamen - zijn nu nog steeds in gebruik onder een deel van de GTL's uit de 3100-serie.

## De serie 1301-1340 en 2101-2130

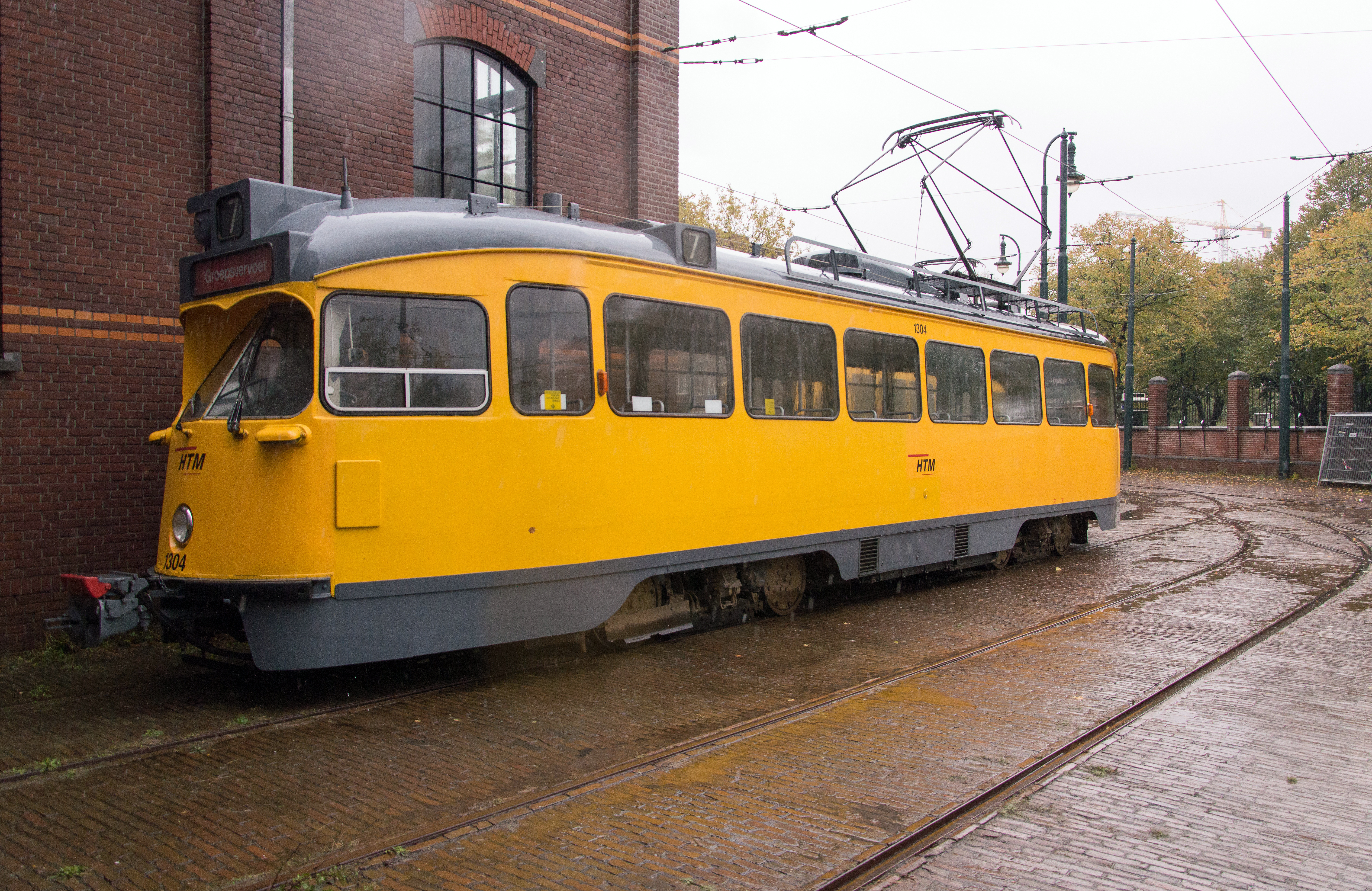
Museumtram 1304.

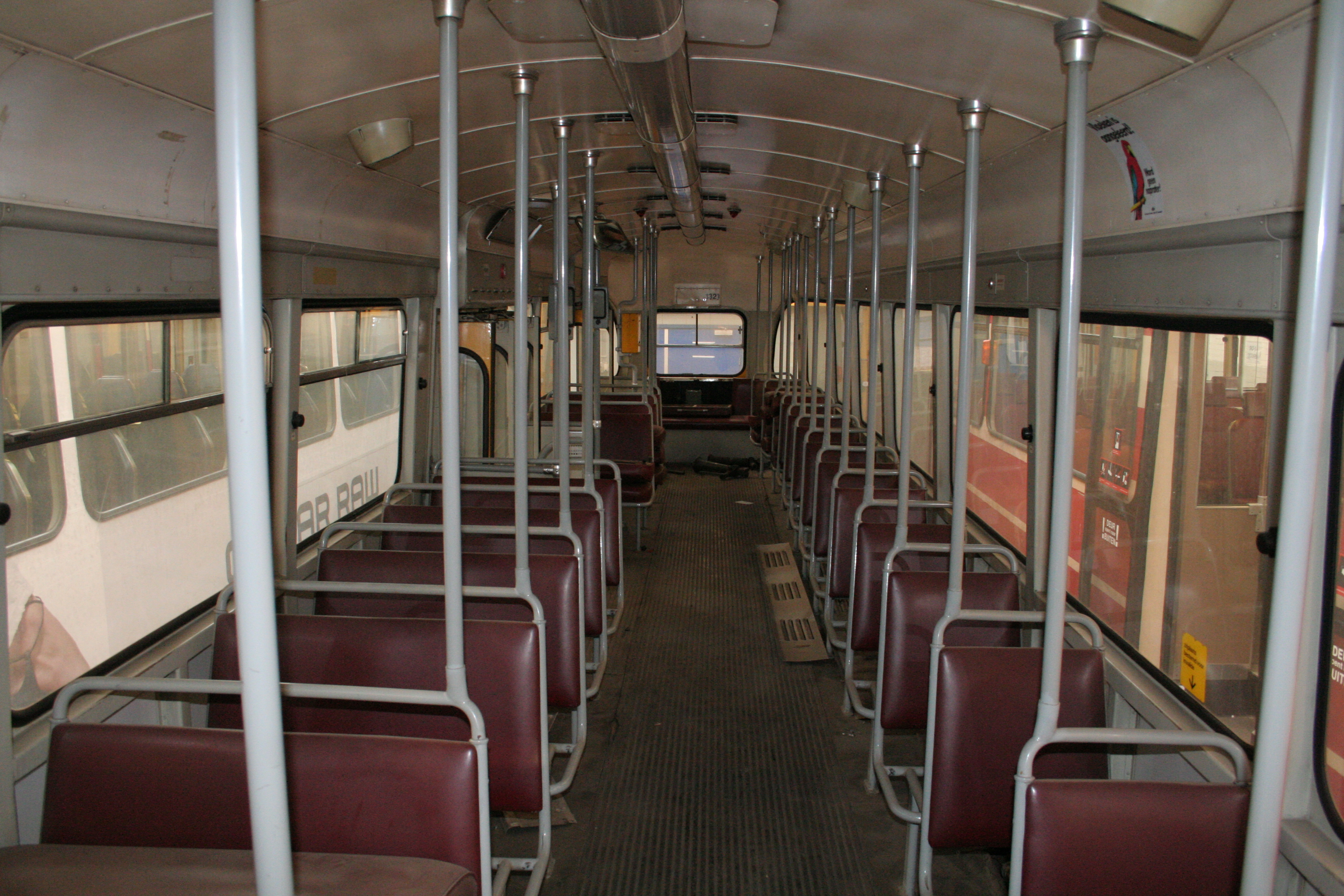
Interieur van een PCC-tram.

In 1971 werden de eerste PCC-rijtuigen uit de 1300-serie bij de HTM afgeleverd. Door uitbreiding van het tramnet – verlenging van lijn 9 naar Vrederust en verlengingen van lijn 6 naar Berestein en Leidschendam – en noodzakelijke capaciteitsverhoging op bepaalde lijnen – in het bijzonder lijn 3 – bestelde HTM deze serie PCC-trams. Aan het einde van het jaar waren de 1301-1335 in dienst gesteld. In 1972 volgde de 1336, in 1973 de 1337-1339 en in 1974 de 1340. De 1300'en waren gebaseerd op de 1200'en uit 1963 en hadden ook 'B3'-draaistellen. Het grootste verschil was dat de 1300'en in het OV-geel waren afgeleverd en geschikt waren voor gebruik als zelfbedieningswagens. De bestuurderscabine kon afgesloten worden. Verder bezaten ze rem- en sluitlichten onder het achterraam en hadden ze rode skai-bankjes.
De 1336-1340 waren voorzien van een thyristor-installatie in plaats van een conventionele PCC-accelerator. De energie die vrijkwam bij het remmen werd teruggevoerd naar de bovenleiding.
In 1974-'75 werd een serie van dertig gemotoriseerde aanhangrijtuigen afgeleverd om dienst te doen achter de 1300'en. Deze gemotoriseerde aanhangwagens kregen de nummers 2101-2130. De kop van deze wagens, die slechts een hulpstuurstand had, was gelijk aan de achterzijde maar met een voorbank, behoudens het feit dat de rem- en sluitlichten ontbraken. De 1300-2100-combinaties werden aanvankelijk vooral ingezet op de lijnen 8 en 9 en ook wel op lijn 11. Later vertoonden ze zich ook op de lijnen 3 en 6.
In 1983 kregen de 1300'en en 2100'en de motoren en draaistellen van 1100'en en 1200'en. De draaistellen en motoren van de 1300'en en 2100'en waren namelijk benodigd voor de bouw van GTL8-en met de hogere nummers van de 3000-serie.
In de jaren 80 werden de 1300-2100-combinaties veelvuldig doelwit van vandalisme doordat er in de gemotoriseerde aanhangwagens geen personeel aanwezig was. De HTM zocht naar oplossingen om dit tegen te gaan. Aanvankelijk werd er een plan gelanceerd om veertig 1300'en met dertig 2100'en te verenigen, zodat 35 gelede PCC's zouden ontstaan. Uiteindelijk is dit plan niet doorgegaan en werden zij vervangen door een nabestelling van dertig GTL8-rijtuigen, met gebruikmaking van de draaistellen van deze PCC-cars.
Vanaf 1984 kwam een deel van de 2100'en buiten dienst te staan op het buitenterrein van remise Zichtenburg. Omstreeks die tijd gingen ook de eerste 1300'en buiten dienst. Dit betrof vooral enkele trams van de PCC-thyristorserie, 1336 en 1338. De laatste werd na een aanrijding al in 1986 gesloopt. De rijtuigen gaven storingsmonteurs soms wat problemen wegens de (zoemende) buitenissige installatie, die eigenlijk géén PCC-kenmerken meer bevatte, maar overigens waren het PCC's. Ze werden ook als zodanig gekoppeld en met voetbediening gereden. Eind 1988 werden deze "thyristorwagens", behoudens de 1337, voor sloop afgevoerd. Ook de eerste "normale 1300'en" (zoals de 1305 en 1322) kwamen vanaf het eind van de jaren 80 na aanrijdingsschade buiten dienst te staan.
In 1992 ontstond er weer behoefte om 1300-2100-combinaties in te zetten. Door de invoering van de OV-studentenkaart was namelijk extra behoefte aan trams ontstaan. De koppelstellen werden toen op werkdagen ingezet op lijn 2. Lang zouden de 1300'en en 2100'en niet meer in dienst blijven. In 1993 viel het doek voor beide tramseries. Ze werden samen met de nog overgebleven 1100'en vervangen door nieuwe GTL's uit de 3100-serie.

## De laatste PCC-trams in de reizigersdienst
Op 30 juni 1993 reden de laatste PCC-wagens in de reizigersdienst. Op die dag reden de 1147, 1148, 1174, 1175, 1180, 1187, 1193, 1308, 1311, 1316, 1323 en 1325-1329 op lijn 10 en de 1106, 1121 en 1153, 1317, 1320 en 1333 op lijn 11. Na deze dag werden enkele exemplaren (1180, 1317, 1323, 1325-1329 en 1333) als reserve achter de hand gehouden. Mogelijk zou een aantal van genoemde PCC-trams verbouwd worden tot werkwagens. Van deze plannen is het niet gekomen en de meeste van deze PCC-rijtuigen werden in de jaren 90 voor sloop afgevoerd.
De 1326, die tot de reservewagens behoorde, werd in 1995 door de brandweer gebruikt voor een brandoefening in de remise Scheveningen. De oefening was zo heftig, dat de 1326 meteen slooprijp was.
Na de officiële buitendienststelling van de PCC’s werd er in 1999 toch nog een beroep op de museumtrams gedaan om bij te springen in de dienstuitvoering. Door een groot aantal ontsporingen en aanrijdingen waren er te weinig GTL’s rijvaardig en werden enkele museum-PCC’s op lijn 10 ingezet. Vanaf 13 december 1999 reden de 1165 en de 1210 op lijn 10. Later sprong ook de 1304 bij. Op 31 december 1999 reden de 1304 en de 1165 voor het laatst, waarbij de 1165 de eer had echt de laatste PCC te zijn geweest die in de 20e eeuw op het Haagse tramnet in de normale dienst reed.

## PCC-trams als werkwagens

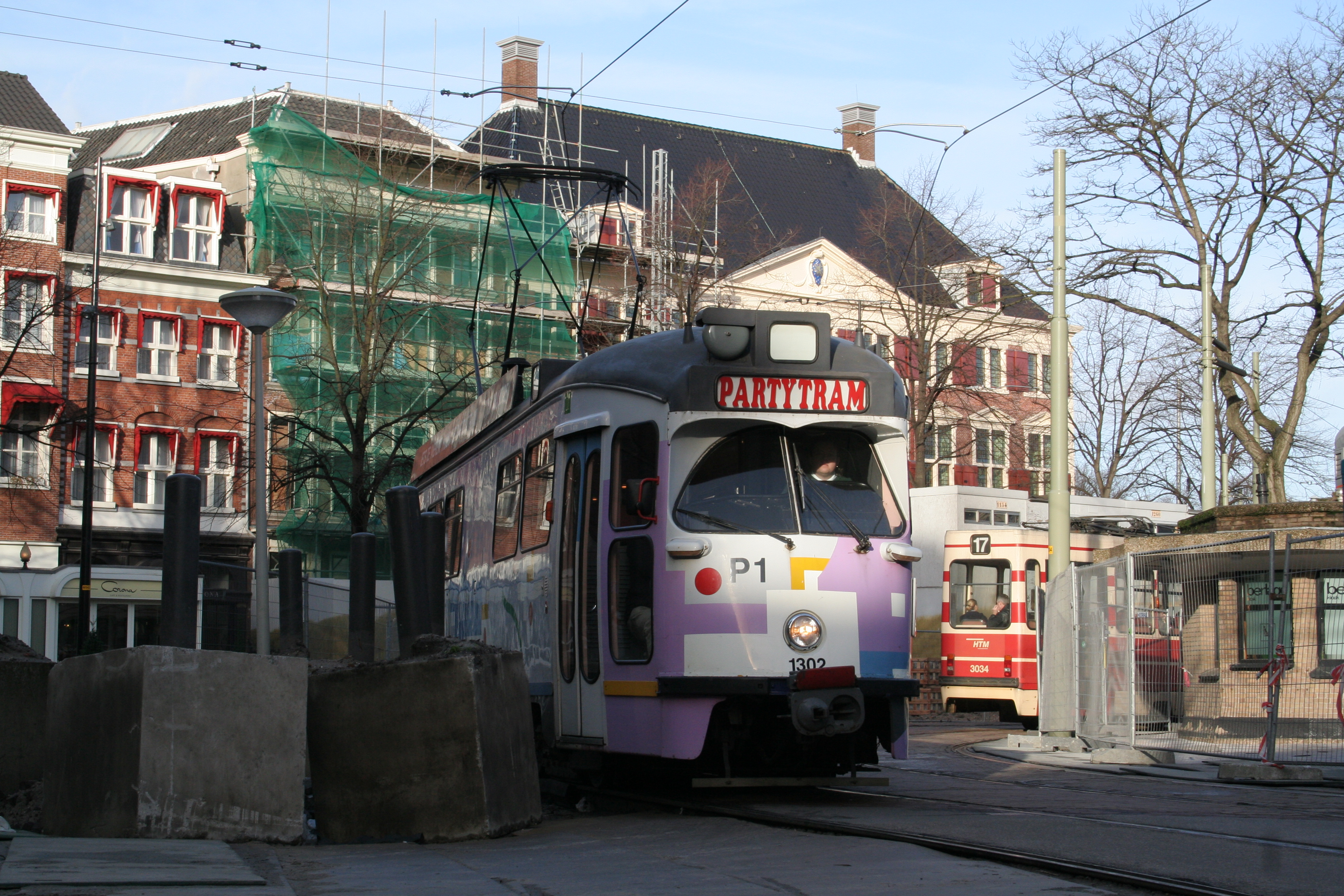
Partytram P1 in het centrum van Den Haag.

In 1980 werd de 1207 na een aanrijding in 1978 verbouwd tot slijptram en vernummerd in H23. Deze PCC is in 2004 buiten dienst gesteld. In november 2010 werd deze PCC in de oude centrale werkplaats aan de Lijsterbesstraat (in eigen beheer) gesloopt.
In 1986 werd voor de RET de 1139 verbouwd tot slijptram. In Rotterdam kreeg deze PCC het nummer 2303. In 2004 keerde hij terug naar de Residentie om de H23 te vervangen. Daarna deed de 2303 weer onder zijn oude nummer 1139 dienst. In januari 2019 werd de 1139 voor sloop afgevoerd.
In 1988 werd de 1302 verbouwd tot partytram ter gelegenheid van het 125-jarig jubileum van de HTM. Deze doet nog steeds dienst onder het nummer P1.
In 1991 werd de 1315 verbouwd tot pekelwagen. Deze tram kreeg bij deze verbouwing een tweede stroomafnemer op het dak. Tegen het einde van het millennium verloor de 1315 deze functie en werd verbouwd tot meetwagen. Inmiddels is de 1315 verbouwd zodat deze ook voor de RandstadRail lijn kan worden gebruikt. Bijzonder is dat deze PCC-tram nu twee bestuurscabines heeft.

## Afvoer op jaartal
| Jaartal | Afvoer |
| ------- | --- |
| 1981    | 1004, 1005, 1007-1016, 1018-1021, 1023 |
| 1982    | 1003, 1017, 1024, 1201-1206, 1208-1216, 1218-1226, 1229-1240 |
| 1983    | 1006, 1022, 1125, 1130-1133, 1136, 1137, 1143-1146, 1149, 1155-1158, 1167, 1169, 1171, 1172, 1176, 1177, 1179, 1184, 1188, 1189, 1191, 1194, 1217, 1227, 1228 |
| 1984    | 1159, 1164 |
| 1985    | 1119, 1178 |
| 1986    | 1124, 1127, 1139, 1173, 1186, 1190, 1198, 1338 |
| 1987    | - |
| 1988    | 1116, 1336, 1339, 1340 |
| 1989    | 1197, 1302, 1337, 1322, 2116, 2126, 2130 |
| 1990    | - |
| 1991    | - |
| 1992    | 1002, 1103-1105, 1108, 1110, 1112, 1115, 1117, 1118, 1120, 1123, 1128, 1129, 1134, 1140-1142, 1154, 1161-1163, 1165, 1166, 1168, 1170, 1181, 1182, 1196, 1200, 1301, 1303-1306, 1309, 1319, 2101, 2102, 2107-2110, 2112, 2117, 2118, 2123, 2127                                      |
| 1993    | 1001, 1102, 1106, 1107, 1109, 1111, 1113, 1121, 1122, 1126, 1135, 1138, 1148, 1150-1153, 1160, 1174, 1175, 1183, 1185, 1192, 1195, 1199, 1307, 1310, 1311-1314, 1318, 1320, 1324, 1330, 1331, 1332, 1334, 1335, 2103, 2105, 2111, 2113-2115, 2119, 2120-2122, 2124, 2125, 2128, 2129 |
| 1994    | 1147, 1187, 1193, 1308, 1316, 2104 |
| 1995    | 1329 |
| 1996    | 1180, 1321, 1326 |
| 1997    | 1317, 1323, 1325, 1327, 1328, 1333 |
| 1998    | - |
| 1999    | - |
| 2010    | 1207 (H23) |
| 2016    | 1187 |
| 2019    | 1139 |

## PCC-rijtuigen met een museale status
| Nummer | Eigendom |
| ------ | --- |
| 1006   | BN, Brugge. In 2008 bij De Lijn in Gent verbouwd voor meterspoor ten behoeve van ritten op de West-Vlaamse Kusttramlijn. In 2021 overgedragen aan het Nederlands Transport Museum en in mei 2022 overgebracht naar Nieuw-Vennep                                                                                 |
| 1022   | SHTM, Den Haag; Haags Openbaar Vervoer Museum. Aangewezen als gemeentelijk monument |
| 1024   | RETM, Amsterdam; Electrische Museumtramlijn Amsterdam |
| 1101   | SHTM, Den Haag; Haags Openbaar Vervoer Museum; sinds 2016 in gebruik bij de Tourist Tram |
| 1147   | National Tramway Museum, Crich, Engeland |
| 1165   | SHTM, Den Haag; Haags Openbaar Vervoer Museum |
| 1180   | SHTM, Den Haag; Haags Openbaar Vervoer Museum; sinds 2016 in gebruik bij de Tourist Tram. Van 1996 tot 2005: AOM, Amsterdams Openbaar Vervoer Museum |
| 1187   | AOM, Amsterdams Openbaar Vervoer Museum (1994 tot 2005); na 2005: HTM Den Haag (gesloopt in 2016) |
| 1193   | SHTM, Den Haag; Haags Openbaar Vervoer Museum; sinds 2016 in gebruik bij de Tourist Tram. Van 1994 tot 2005: AOM, Amsterdams Openbaar Vervoer Museum |
| 1210   | SHTM, Den Haag; Haags Openbaar Vervoer Museum |
| 1227   | SHTM, Den Haag; Haags Openbaar Vervoer Museum, t.b.v. de Tourist Tram. Museumtram bij de Tramweg-Stichting sinds 1983; in 1983 naar Amsterdam; in 1988-'90 in Nederlands Spoorwegmuseum, Utrecht; daarna weer in Amsterdam; in 2011 naar Scheveningen; in 2014 weer naar Amsterdam; in 2020 terug naar Den Haag |
| 1304   | SHTM, Den Haag; Haags Openbaar Vervoer Museum |
| 1308   | Amsterdams Openbaar Vervoer Museum (AOM) (1994 tot 2005); vanaf 2005: Amsterdam-Noord (opslag); vanaf 2011: Tramweg Stichting, Den Haag (per 19-03-2011) > Brussel > Hannoversches Straßenbahn-Museum (vanaf 2018)                                                                                              |
| 1311   | Trammuseum Saint-Mandé, Parijs, Frankrijk |
| 1321   | SHTM, Den Haag; Haags Openbaar Vervoer Museum; sinds 2016 in gebruik bij de Tourist Tram. Van 1996 tot 2005: Amsterdams Openbaar Vervoer Museum (AOM) |
| 1329   | National Capital Trolley Museum (NCTM), nabij Washington D.C., USA |
| 1337   | SHTM, Den Haag; Haags Openbaar Vervoer Museum |
| 2101   | SHTM, Den Haag; Haags Openbaar Vervoer Museum |
| 2104   | Amsterdams Openbaar Vervoer Museum (AOM) (1994 tot 2005); vanaf 2005: Amsterdam-Noord (opslag); vanaf 2011: Tramweg Stichting, Den Haag (per 19-03-2011) > Brussel > Hannoversches Straßenbahn-Museum (vanaf 2018)                                                                                              |

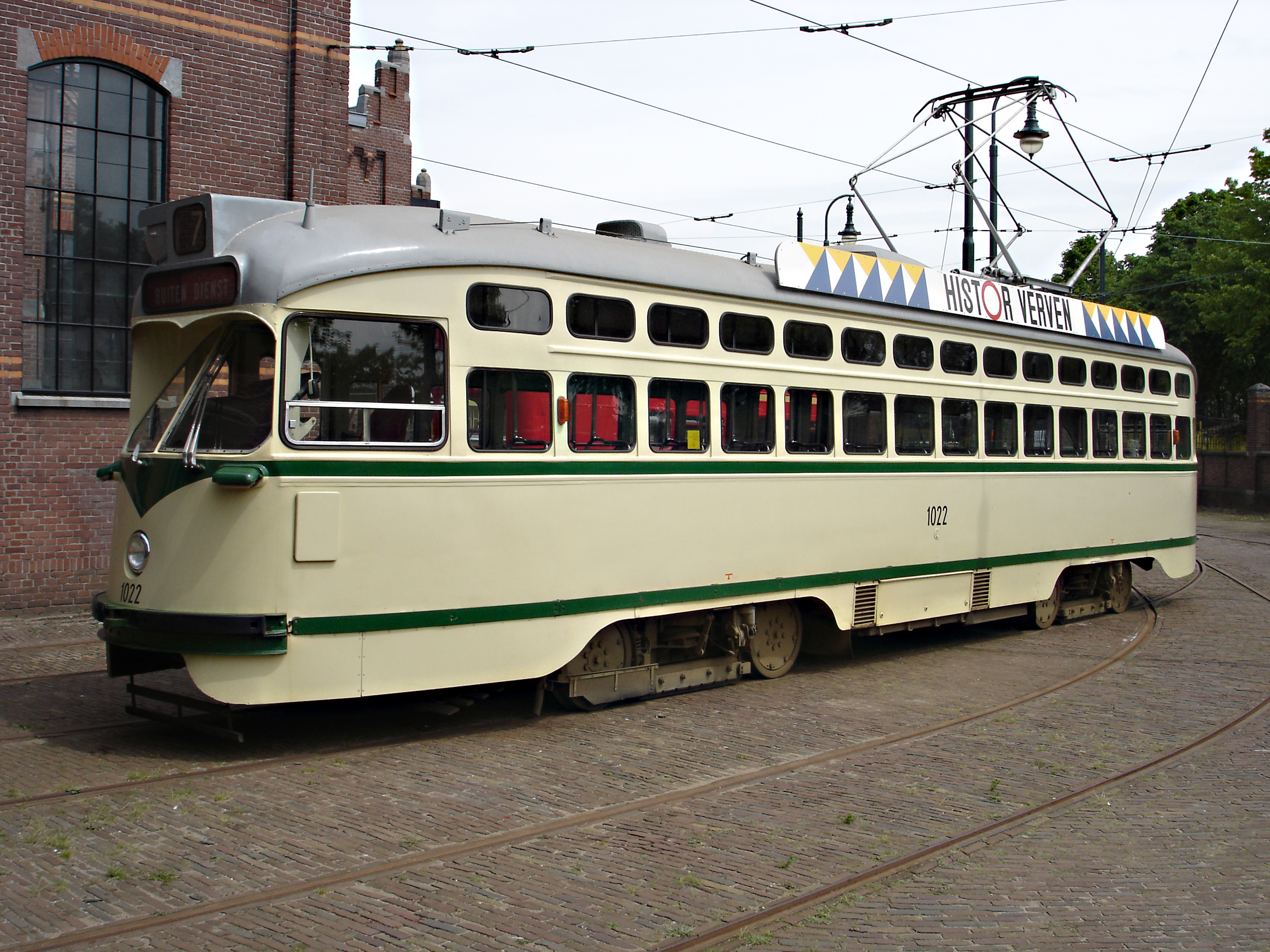
PCC 1022, gerestaureerd in de toestand na de eerste grote verbouwing (1972); bouwjaar 1952.

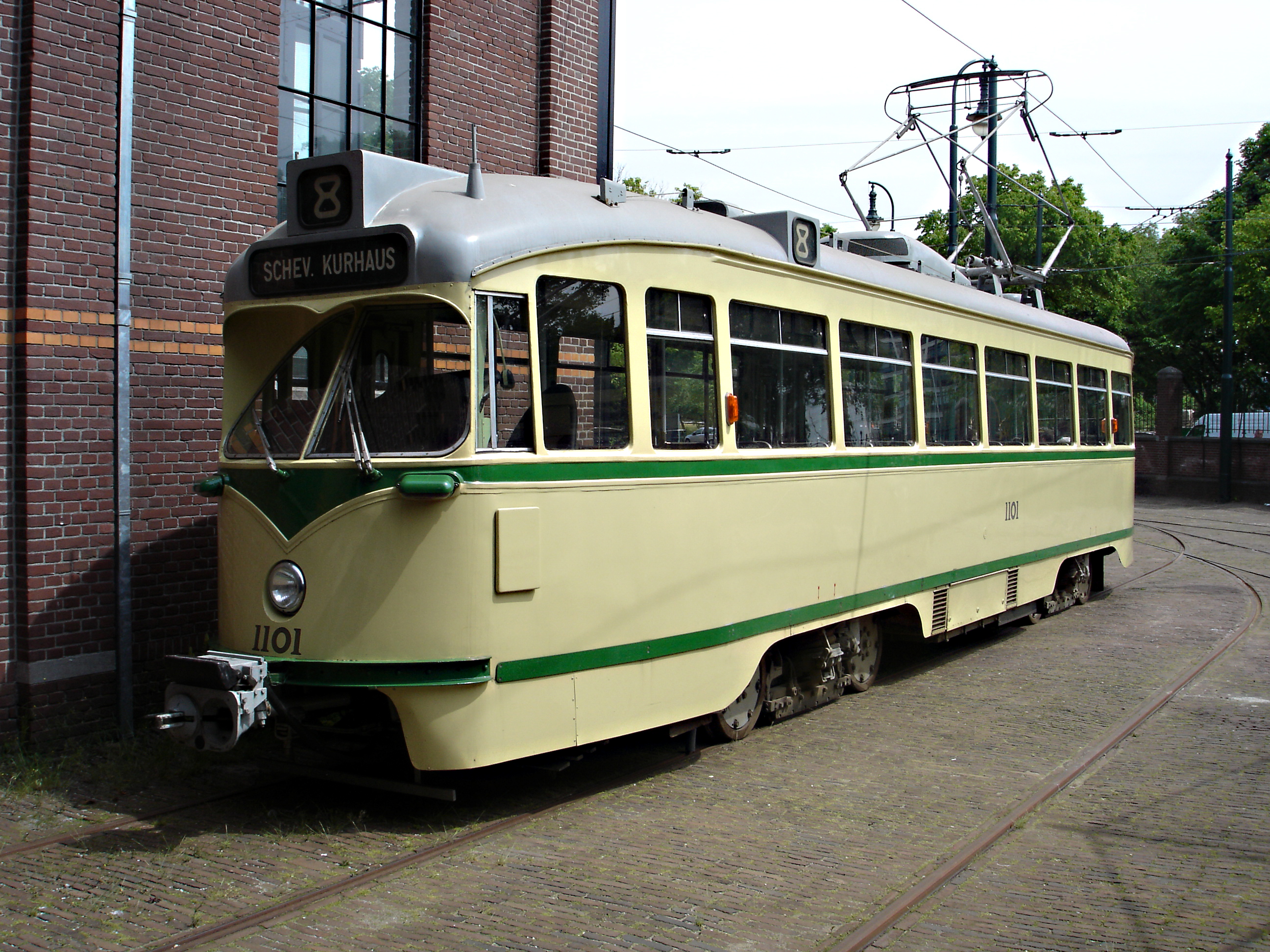
PCC 1101, gerestaureerd in de afleveringstoestand van 1957.

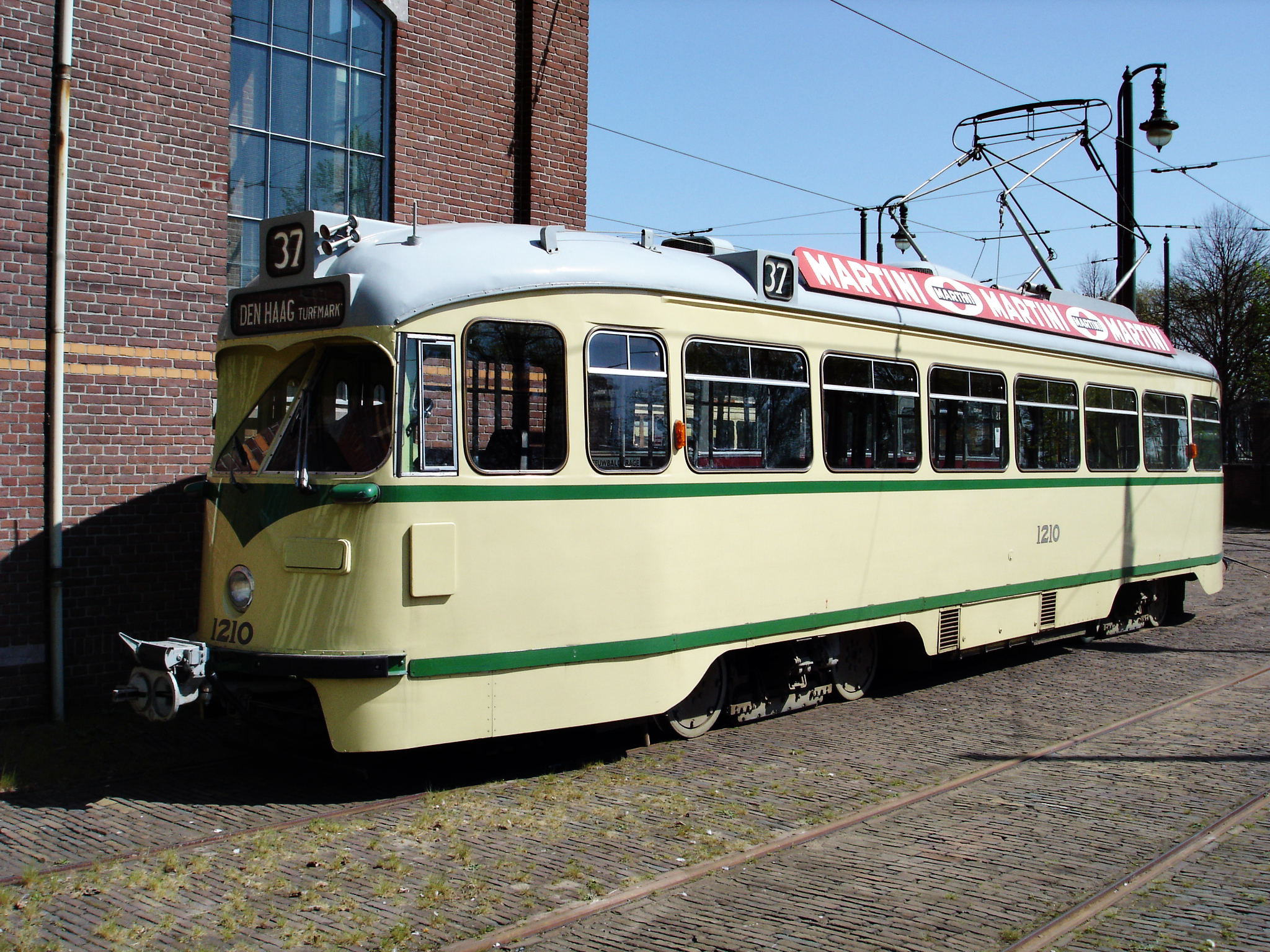
PCC 1210, gerestaureerd in de afleveringstoestand van 1963.

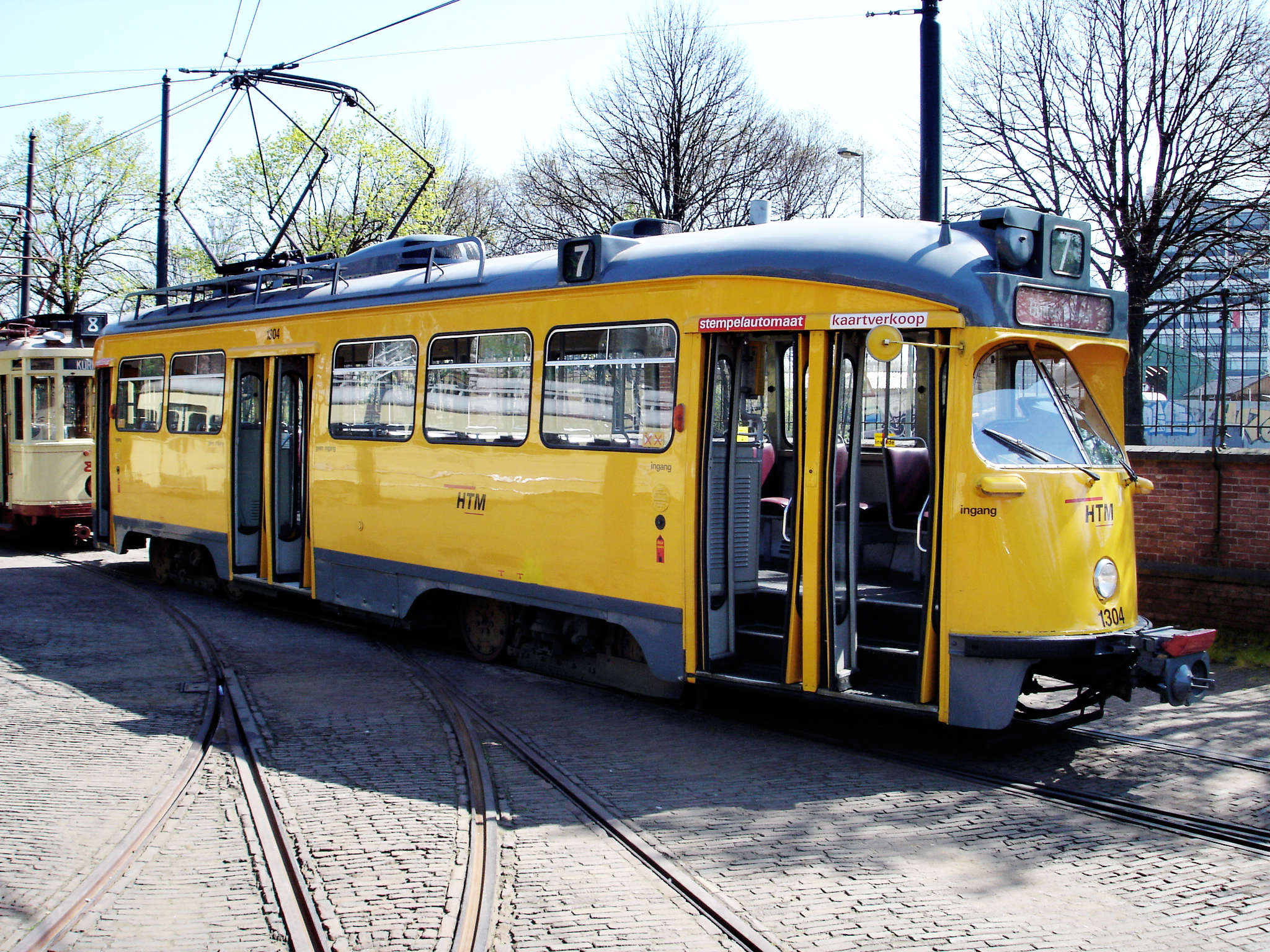
PCC 1304, gerestaureerd in de afleveringstoestand van 1971.

Voorts heeft de 1316 na buitendienststelling nog enige jaren in het Autotron in Rosmalen gestaan, maar is in 2003 voor sloop afgevoerd. Ook heeft nog enige tijd de kop van de 1153 bij het Haarlemmermeerstation in Amsterdam opgeslagen gestaan voor museumdoeleinden, doch deze is later gesloopt.

## Foto's van museum-PCC's

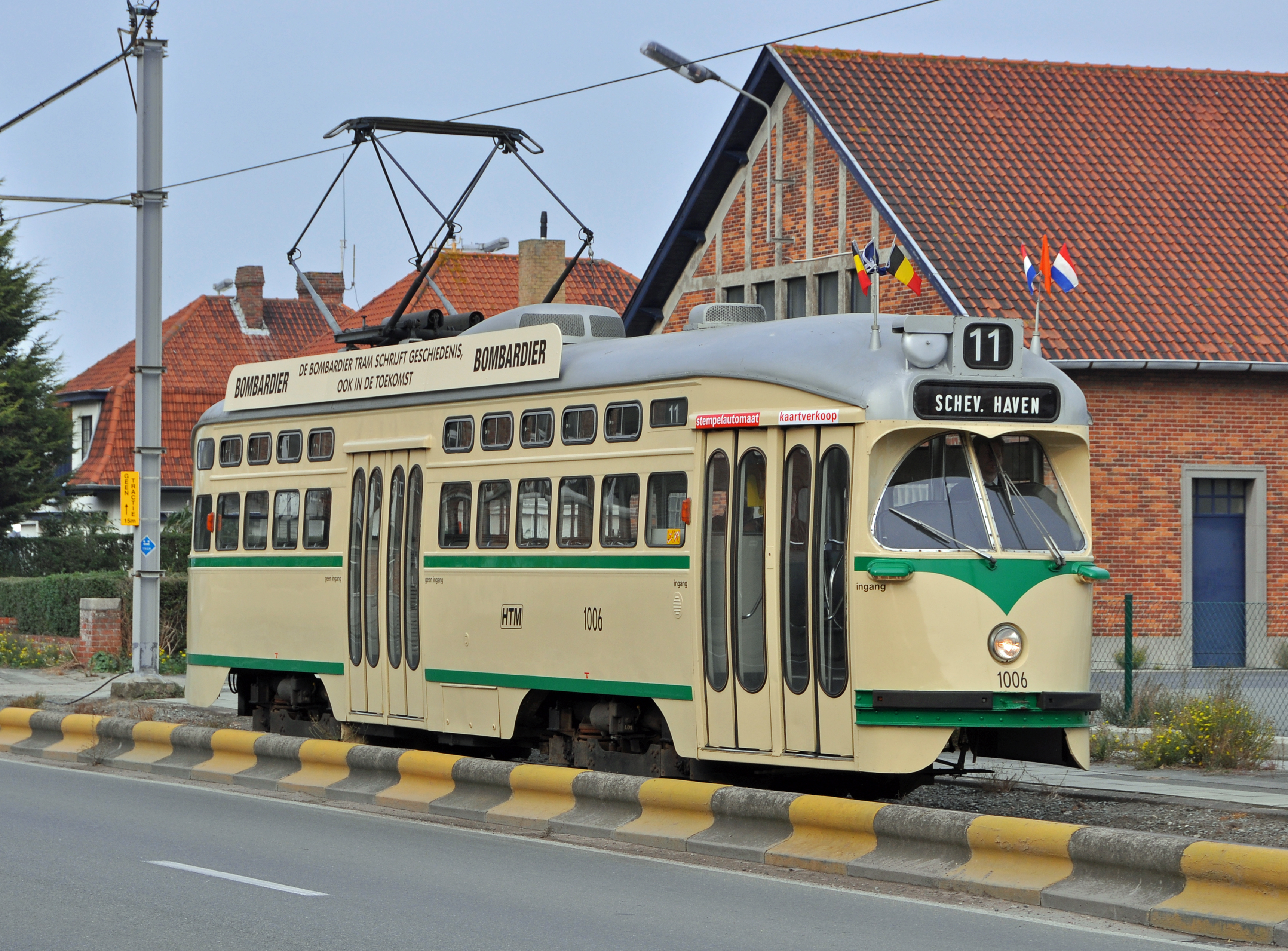
PCC-tram 1006, in Vlaanderen verbouwd voor meterspoor, op de Kusttramlijn in Zeebrugge.
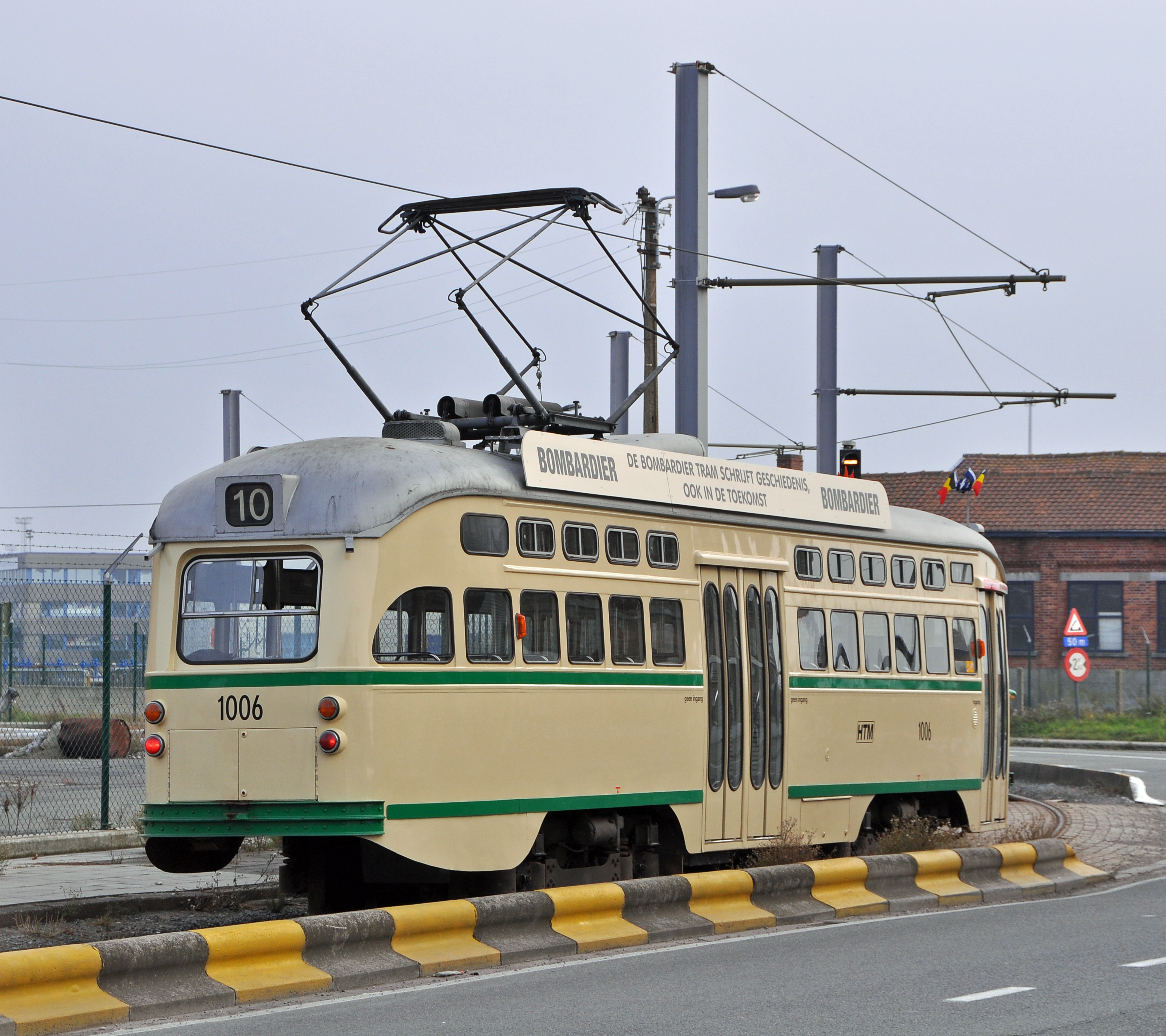
PCC-tram 1006, achterzijde.
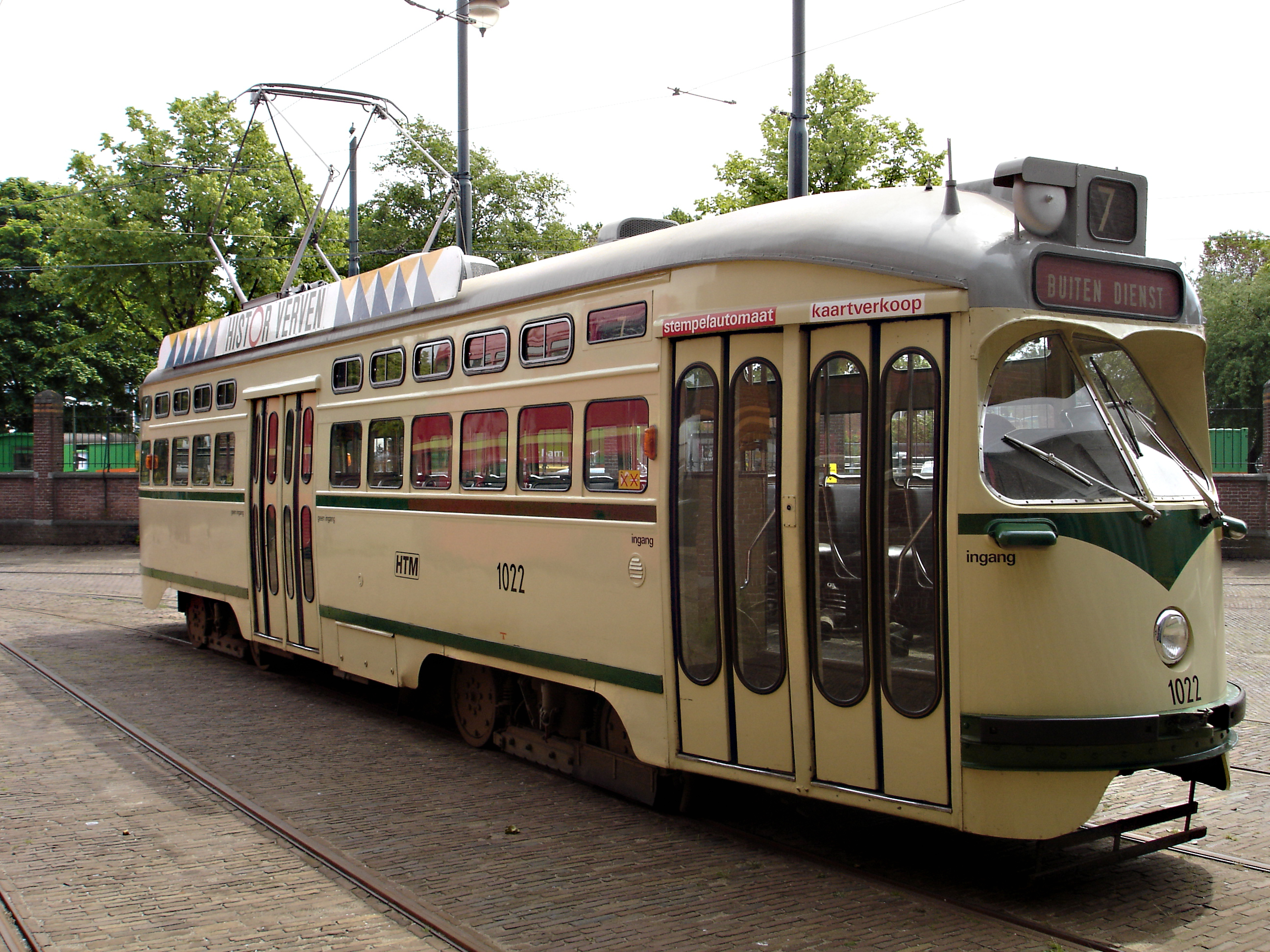
PCC-tram 1022, gerestaureerd in de toestand na de eerste grote verbouwing (1972); de voordeuren kregen grote ramen om het zicht voor de bestuurder te verbeteren.
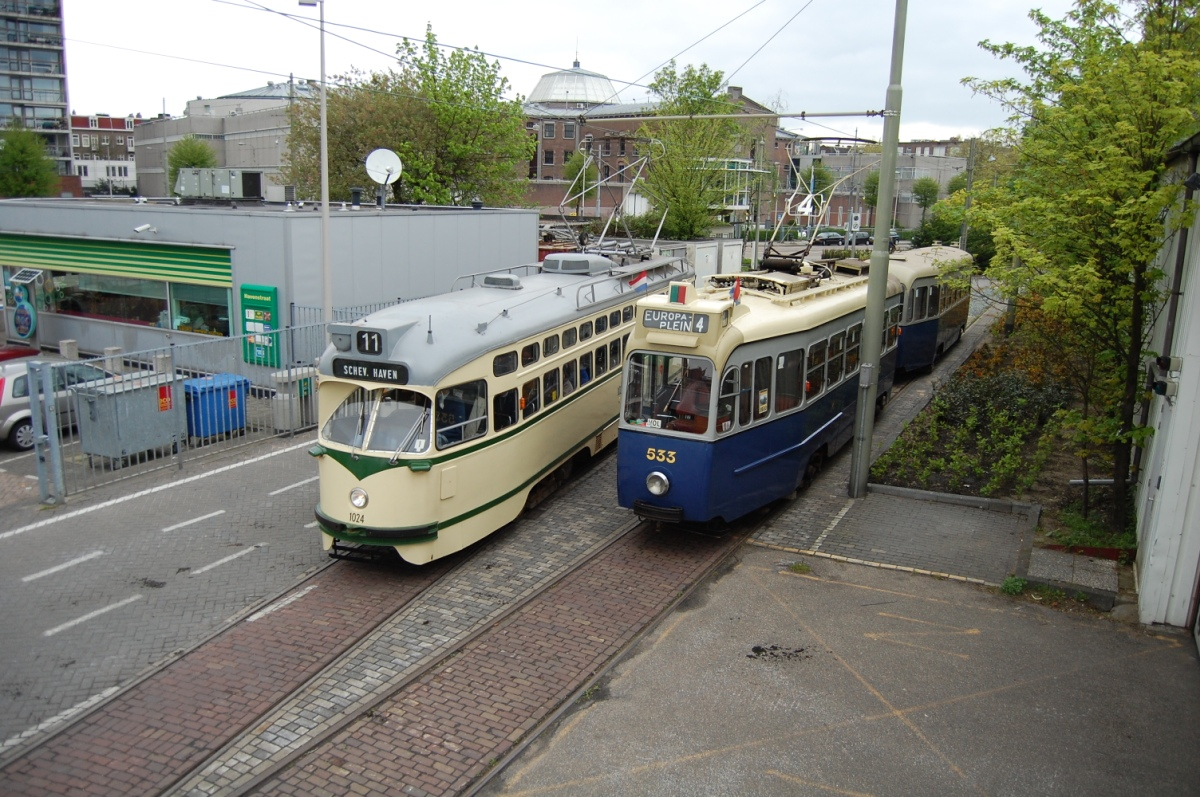
De Amsterdamse drieasser 533 en de Haagse PCC-tram 1024 op de Electrische Museumtramlijn Amsterdam, bij het Haarlemmermeerstation.
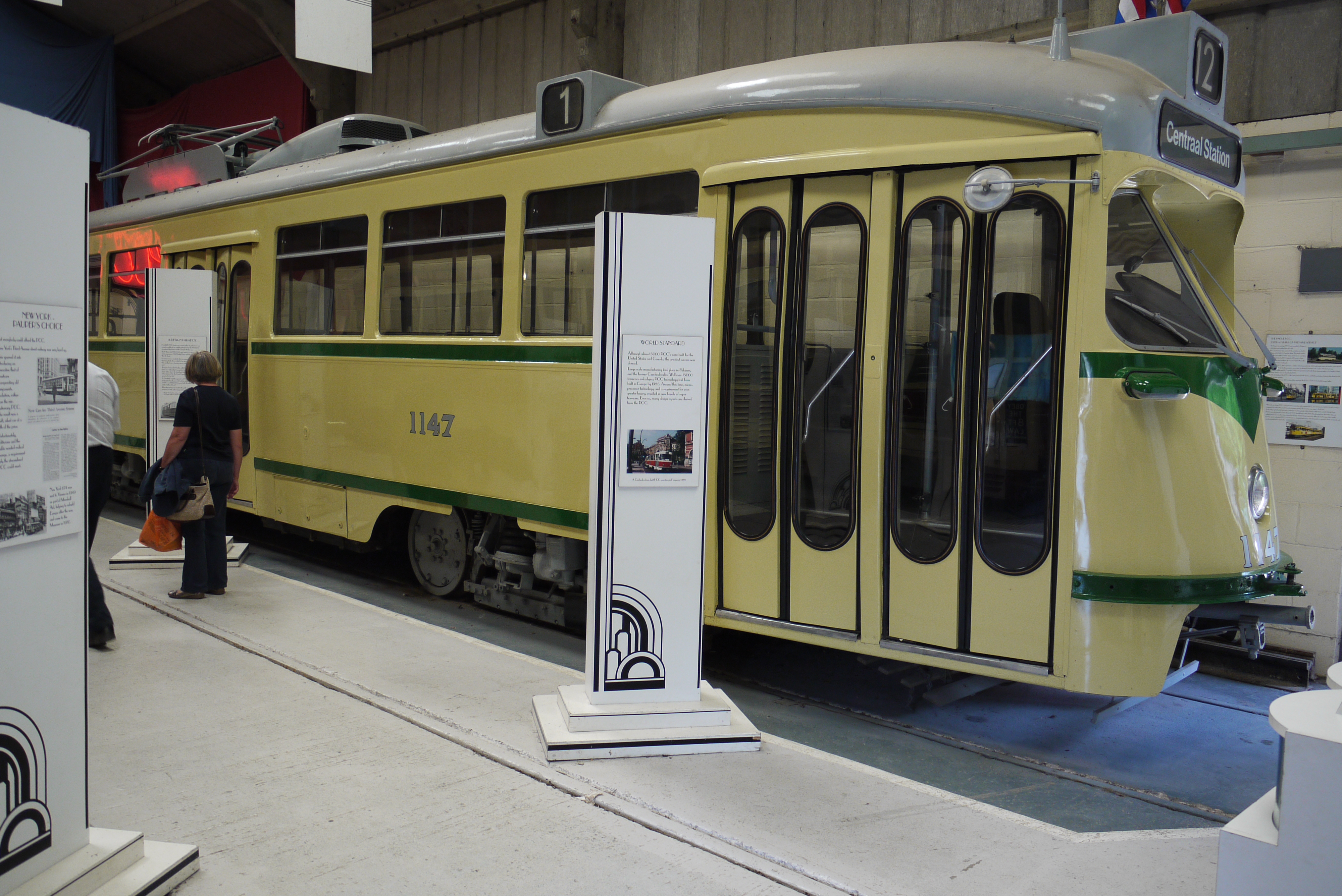
PCC-tram 1147 in het National Tramway Museum, Crich, Engeland.
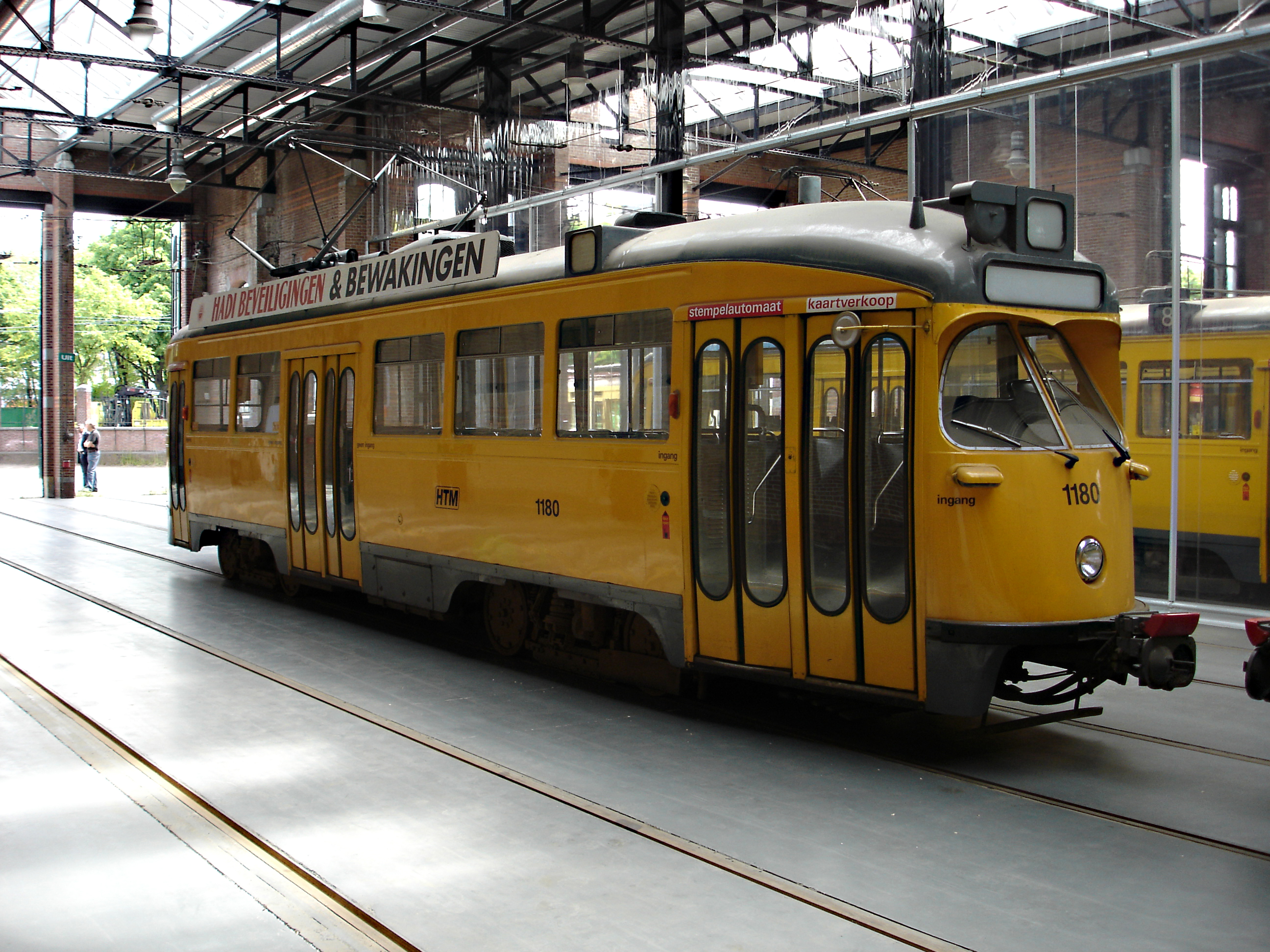
PCC-tram 1180 heeft enkele jaren bij het AOM dienstgedaan - ook in de normale lijndienst van GVB (Amsterdam) - en is sinds 2005 terug in Den Haag.
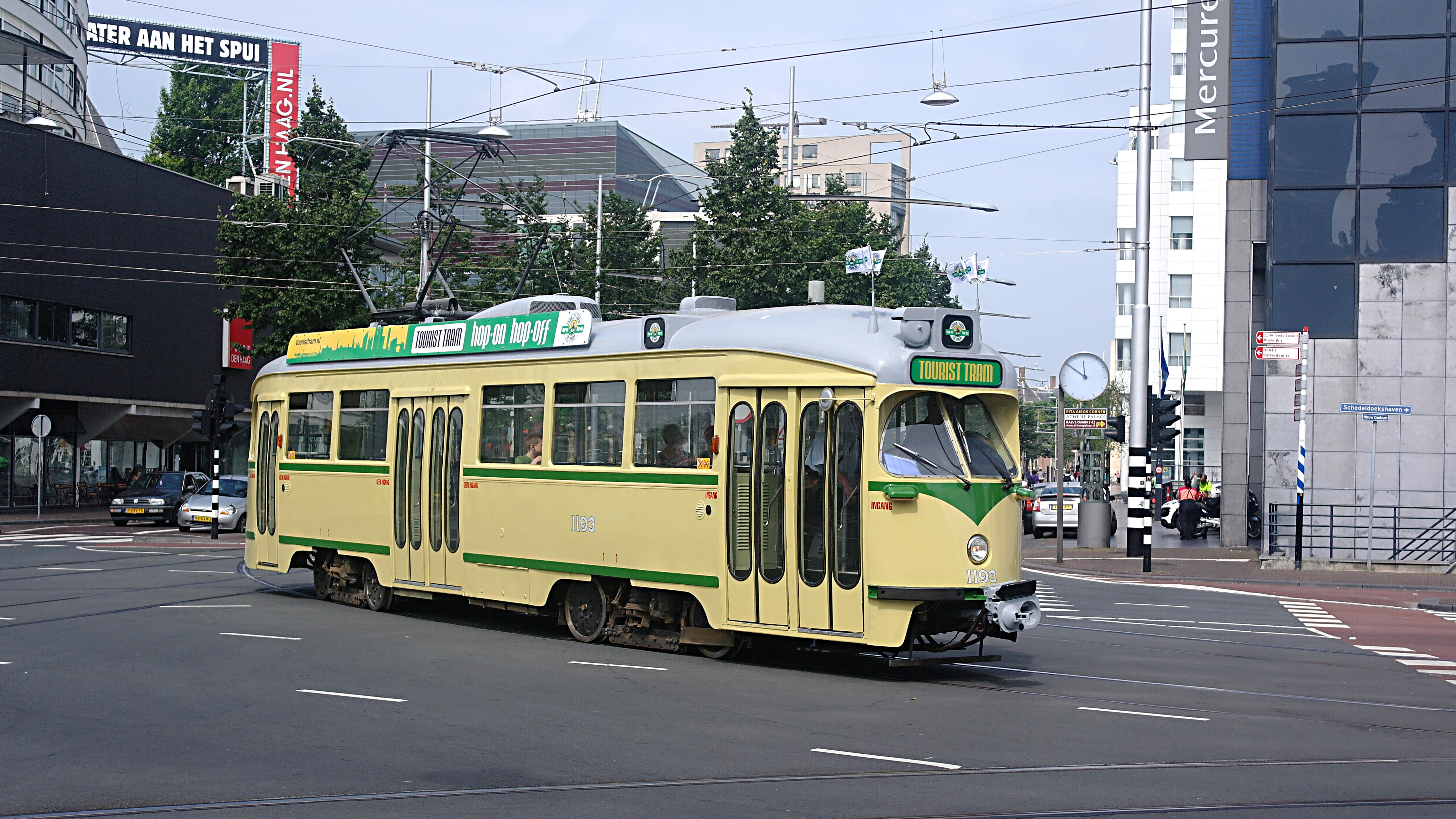
PCC-tram 1193 in dienst op de Tourist Tram in Den Haag; 2016.
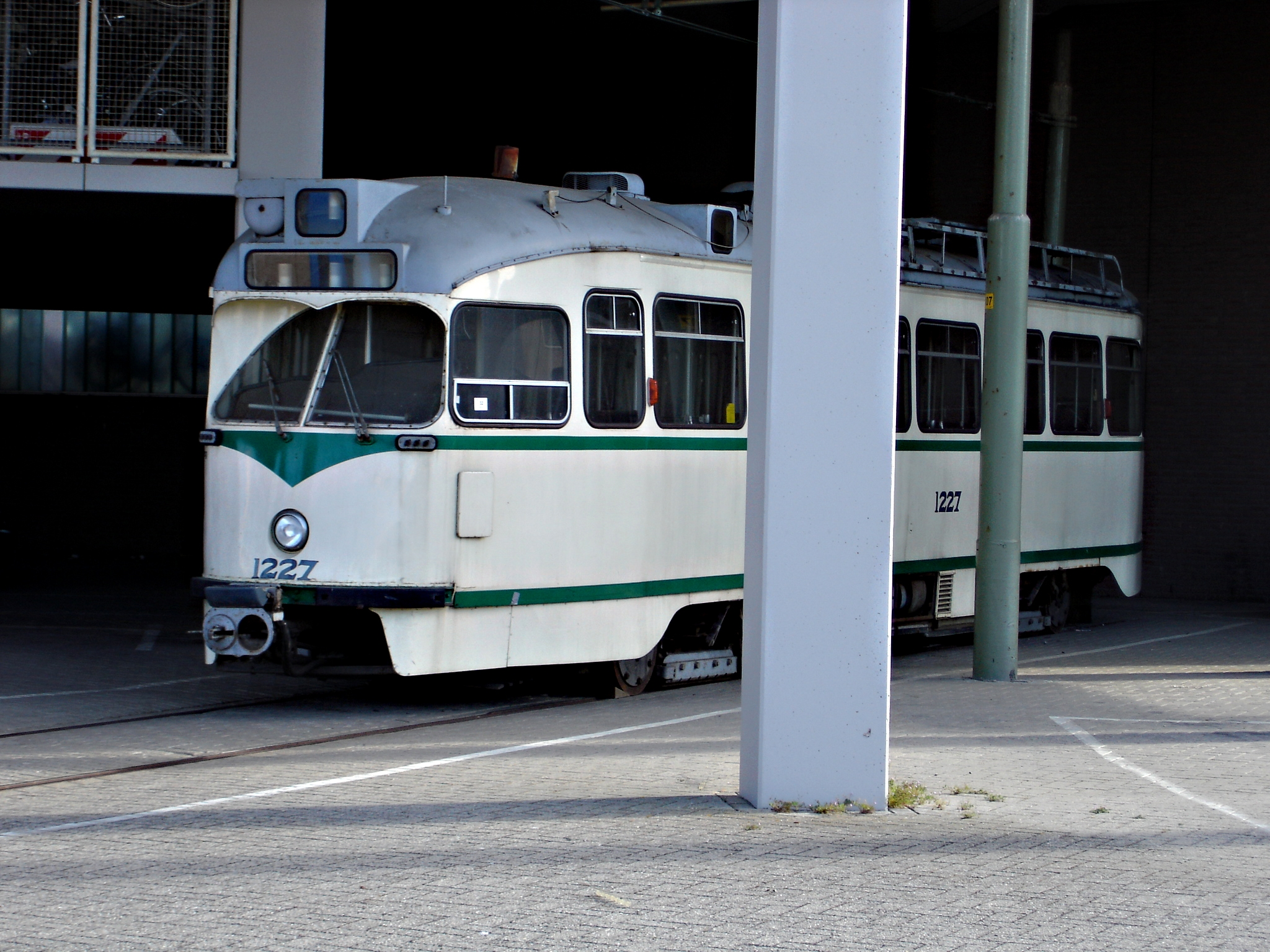
PCC-tram 1227 op het achterterrein van de HTM-remise Scheveningen in afwachting van restauratie.
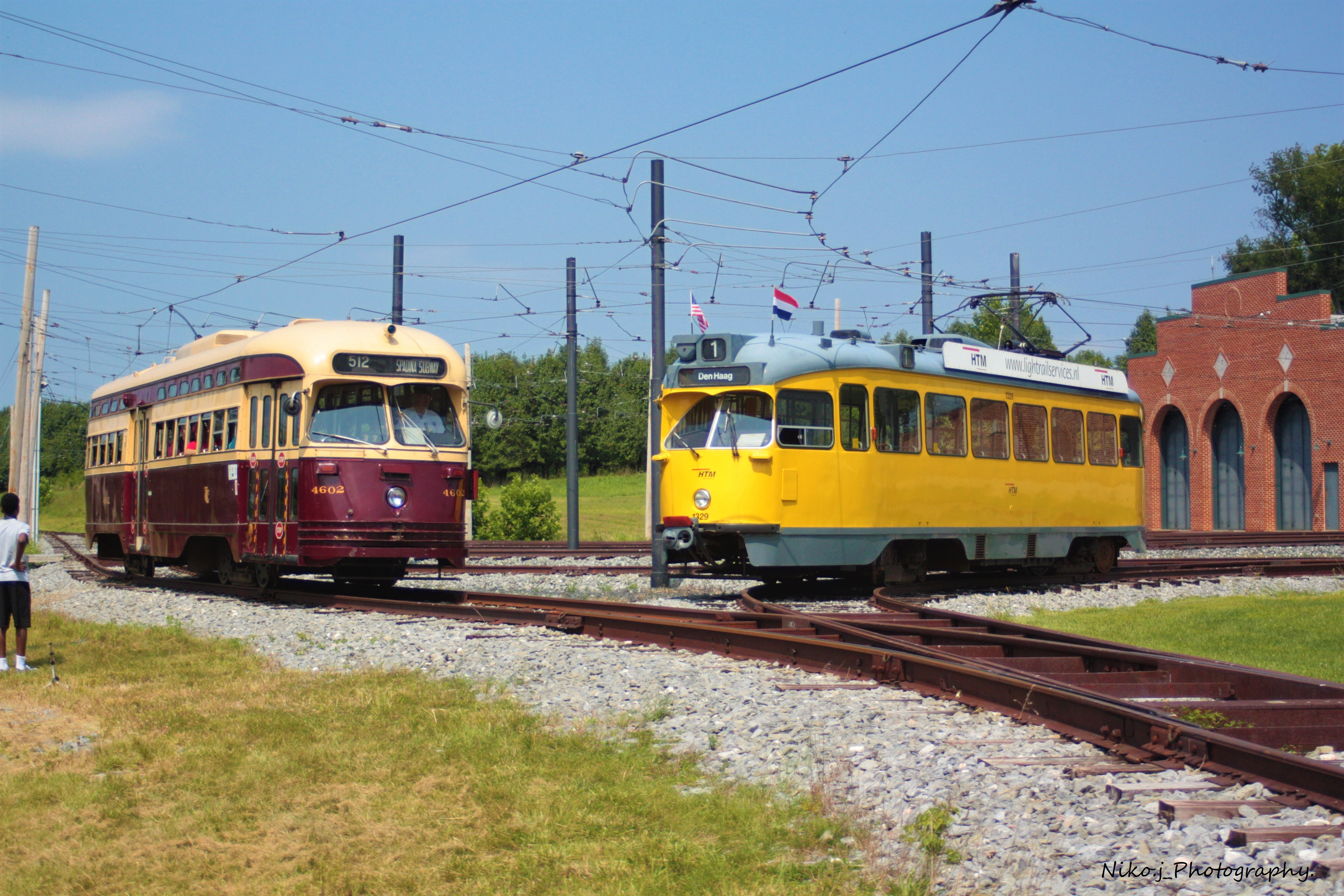
De Haagse PCC-tram 1329 naast PCC-tram 4602 uit Toronto (Canada) in het National Capital Trolley Museum, nabij Washington D.C., USA

## Schaalmodellen van Haagse PCC-rijtuigen
Al enige tijd brengt het Britse merk BEC-kits een bouwpakket uit van een PCC uit de 1100-serie. Met deze kit kunnen ook 1200'en, 1300'en en 2100'en worden gefabriceerd, al dient dan het bouwpakket zelf aangepast te worden. Verder biedt Alfred Riess uit Duitsland kant en klare modellen van PCC-trams uit de 1100-serie aan.